# Sport da combattimento

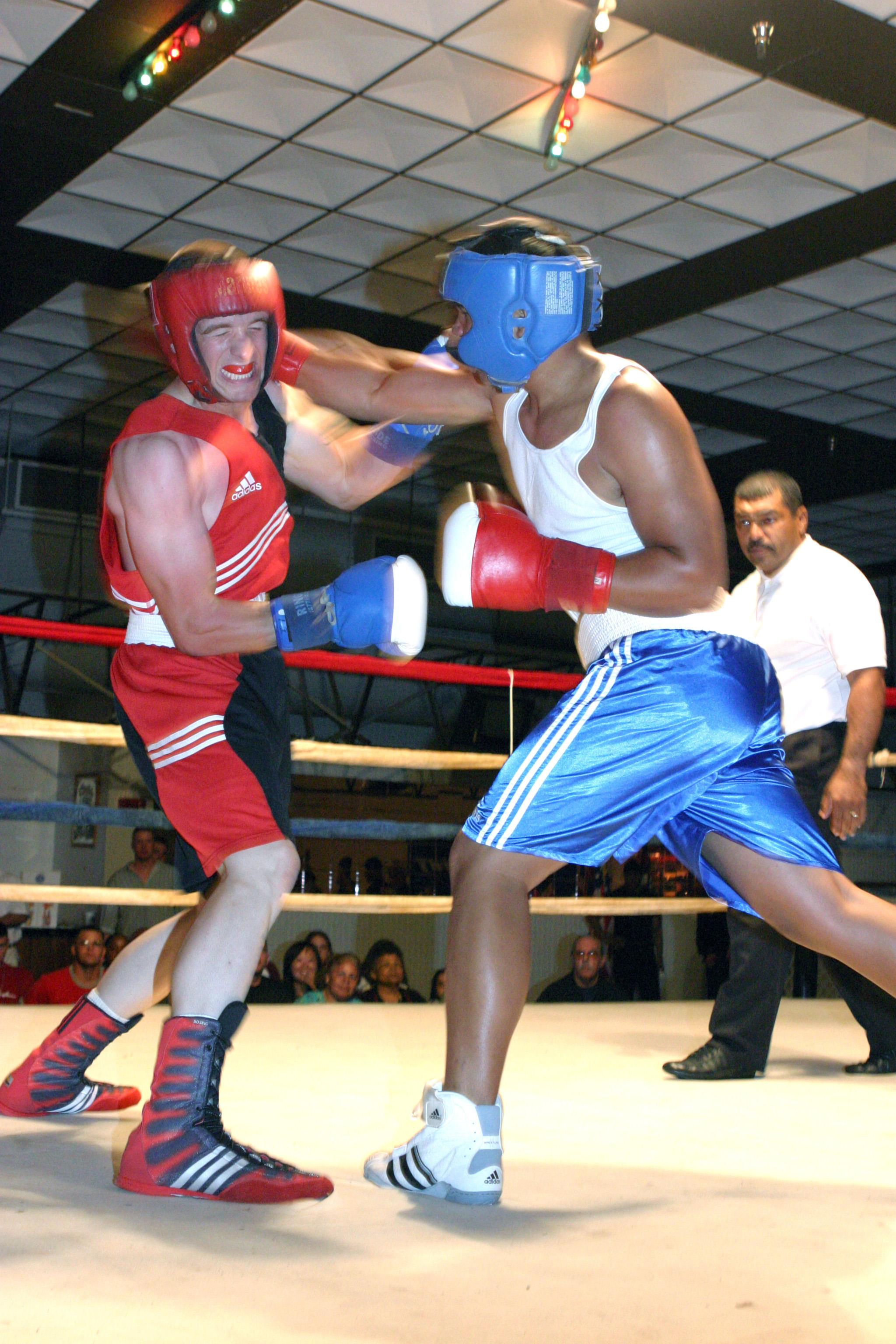
Un'immagine del pugilato, classica disciplina di combattimento.

Uno sport da combattimento è un incontro per fini competitivi tra due atleti che combattono fra di loro impiegando delle determinate regole d'ingaggio (di solito significativamente diverse da quelle simulate nei combattimenti intesi per pratica), simulando parte di un combattimento corpo a corpo all'interno di un contesto agonistico.

## Storia

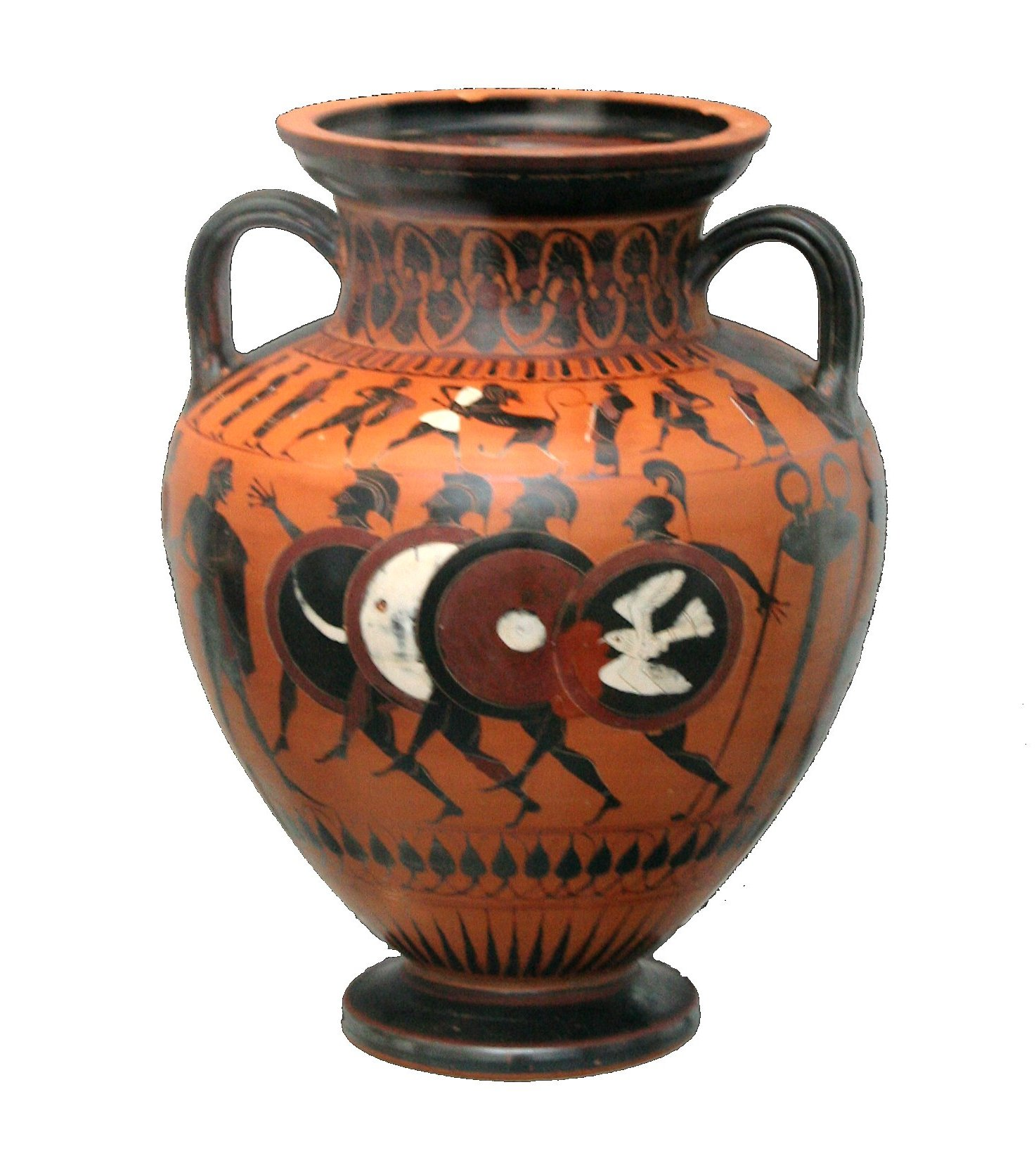
Atleti in corsa nell'hoplitodromos o corsa corazzata

Sport legati alle abilità nel combattimento hanno sempre fatto parte della cultura umana per migliaia di anni. Forme di lotta esistono in quasi ogni civiltà. I giochi olimpici antichi erano largamente composti da discipline che testavano le caratteristiche legate al combattimento, come la corsa armata, il pugilato, la lotta, il pancrazio, il lancio del giavellotto e la corsa dei carri. Questa tradizione di sport da combattimento fu portata anche più in là dai romani con gli scontri fra gladiatori che combattevano in maniera molto cruenta nelle arene con armi, a volte fino alla morte.
La prima testimonianza di sport da combattimento risale ai giochi olimpici del 648 a.C. con il pancrazio, che consentiva agli atleti di usare ogni tecnica pugilistica e di lotta. Le uniche regole alle origini erano di non mordere e di non colpire gli occhi. Il vincitore era decretato per sottomissione, perdita di sensi o addirittura morte. Gli incontri potevano durare anche ore e divennero rapidamente popolari nel periodo ellenistico, dove venivano indetti in piccoli piazzali che incoraggiavano l'ingaggio.
Attraverso il medioevo e il rinascimento erano comuni i tornei, con la giostra cavalleresca vista come evento principale di questi giochi marziali, praticati anche e soprattutto come mezzo di preparazione alla guerra. I tornei erano comuni fra l'aristocrazia, ma forme sportive di combattimento erano praticate in ogni strato della società. La lotta tradizionale, detta spesso folk wrestling, esiste in varie forme in quasi ogni cultura.
Con l'avvento delle armi da fuoco, l'uso di armi bianche o di tecniche a mano nuda divenne obsoleto per i campi di battaglia, così molte abilità sopravvissero solo in misura sportiva, con fini agonistici o come solo mezzo di formazione fisica e mentale dell'individuo.
Alle soglie dell'età contemporanea la pratica sportiva del combattimento divenne sempre più popolare, riconosciuta ufficialmente e regolamentata internazionalmente. Nell'800 in Europa si diffondono il pugilato inglese e nascono discipline come la savate, la lotta olimpica o l'odierna scherma, tutte discipline retaggio di quelle che un tempo erano le abilità richieste dai guerrieri. Anche molte forme di ginnastica sono indirettamente collegate alle pratiche marziali dei periodi antichi, per esempio il cavallo con maniglie nasce in origine come esercizio per i cavalieri che dovevano simulare il cambio di posizione in monta a un cavallo.
In oriente invece antiche arti marziali come il kenjutsu o il ju jitsu vennero aggiornate ai tempi più moderni e tramutate in kendō e judo, come mezzi sportivi di crescita e confronto dei praticanti.

### Sport moderno
Al giorno d'oggi gli atleti di solito combattono uno contro uno, ma possono ancora usare solo un determinato campione di tecniche come nella boxe dove sono ammessi solo i pugni, nel taekwondo che si focalizza sui calci, mentre nella muay thai è consentito anche l'uso di gomitate e ginocchiate. Gli sport basati sulla lotta possono concentrarsi sull'ottenere una posizione superiore come nella lotta libera o nel judo oppure sulla sottomissione come nel Jiu jitsu brasiliano.
Le odierne arti marziali miste sono un tipo di competizione simile all'antico pancrazio che consente un largo raggio si tecniche sia di lotta che di percussioni.
Gli sport da combattimento possono svolgersi anche con l'uso di armi, in genere usando spade come nelle specialità della scherma occidentale (stocco, sciabola e fioretto) o nel kendō (lo shinai).
Molti sport da combattimento possono anche impiegare delle protezioni più o meno complesse, alcune generali (paradenti o conchiglie), altre più specifiche (come i guantoni nella boxe o le armature del kendo).

## Tipi di sport da combattimento

### Incentrati sul colpire
- Karate
  - Yoshukai
  - Kyokushin
  - Shotokan
  - Chito-ryu
  - Genseiryu
  - Goju-ryu
  - Seidokaikan
  - Shindo Jinen-ryu
  - Shito-ryu
  - Shorin-ryu
  - Shukokai
  - Shuri-ryu
  - Uechi-ryu
  - Wado-ryu
  - Shidokan
  - Ryūei-ryū
  - Shōrei ryū
  - Shōrinji-ryū
  - Shōrin-ryū Shorinkan
  - Yoseikan Ryu
  - Seigokan
  - Seido juku
  - Sankukai
  - Shohei-ryu
  - Koei-Kan
  - Byakuren Karate
  - Ashihara kaikan
- Wushu
  - Southern Dragon Kung Fu
  - Monkey Kung Fu
  - Jow-Ga Kung Fu
  - Leopard Kung Fu
  - Snake Kung Fu
  - Bajiquan
  - Ziranmen
  - Bak Mei
  - Emeiquan
  - Mizongyi
  - Mianquan
  - Chuojiao
  - Heihuquan
  - Hung Fut
  - Duan Quan
  - Caijiaquan
  - Li Gar
  - Yiquan
  - Fojiaquan
  - Chow Gar
  - Hung Gar
  - Drunken Kung Fu
  - Drunken Monkey Kung Fu
- Boxe e Kickboxing
  - Amateur boxing
  - Bareknuckle boxing
  - Boxe Professionistica
  - Pygmachia
  - Pugilatus
  - Boxe Inglese
  - Boxe russa
  - Dambe
  - Musangwe
  - Moraingy
  - Chivarreto Boxing
  - Kickboxing giapponese
  - Kickboxing americano
  - Kickboxing olandese
  - Muay Thai
  - Muay Lao
  - Muay Korat
  - Muay Lopburi
  - Muay Thasao
  - Lethwei
  - Savate
  - Pradal Serey
- Taekwondo and Tang Soo Do
  - ITF Taekwondo
  - STF Taekwondo
  - ATA Taekwondo
  - Rhee Taekwondo
  - Kukkiwon Taekwondo
  - Extreme Taekwondo
  - Kun Gek Do
  - Tang Soo Do
  - American Tang Soo Do
  - Chung Do Kwan
  - Soo Bahk Do
  - Jidokwan
- Suntukan
- Sikaran
- Capoeira
- Engolo
- Taido

### Incentrati sul Grappling
- Lotta popolare
  - Sumo
  - Cornish wrestling
  - Cumberland Wrestling
  - Westmorland wrestling
  - Lancashire wrestling
  - Devon wrestling
  - Collar-and-elbow
  - Iranian wrestling
  - Khmer traditional wrestling
  - Canarian wrestling
  - Leonese wrestling
  - Senegalese wrestling
  - Kazakh wrestling
  - Backhold wrestling
  - Buno
  - Bultong
  - Lutte Traditionnelle
  - Jobbarer Boli Khela
  - Narodno rvanje
  - Gatta Gusthi
  - Karakucak
  - Schwingen
  - Pehlwani
  - Ristynės
  - Ssireum
  - Ringen
  - Pelivan
  - Bokh
  - Gouren
  - Barróg
  - Glima
  - Naban
  - Dumog
  - Alysh
  - Khridoli
  - Chidaoba
  - Kurash
  - Khuresh
  - Tegumi
  - Kene
  - Malakhra
  - Mukna
  - Vajra-mushti
  - Huka-huka
  - Coreeda
  - Istrumpa
  - Norfolk wrestling
  - Kragkast
  - Calegon wrestling
  - Pakištynės
  - Trântă
  - Tigel
  - Southern Mongolian wrestling
  - Mariwariwosu
  - Vật cổ truyền
  - Boumwane
  - Hokoko
  - Rongomamau
  - Moana wrestling
  - Popoko
  - Veibo
  - Taupiga
- Wrestling Moderno
  - Amateur Wrestling
  - Freestyle Wrestling
  - Greco-Roman wrestling
  - Collegiate wrestling
  - Scholastic wrestling
  - Catch wrestling
  - Submission wrestling
  - Greek wrestling
  - Shoot wrestling
  - Combat Wrestling
  - Hayastan Freestyle Wrestling
  - Pro wrestling americano
  - Pro wrestling britannico
  - Lucha Libre
  - Puroresu
- Jujutsu e Judo
  - Jiu-jitsu
  - Brazilian jiu-jitsu
  - 10th Planet jiu-jitsu
  - Guerrilla Jiu-Jitsu
  - Hakko-ryu
  - Shorinji Kan Jiu Jitsu
  - Kodokan Judo
  - Kosen Judo
  - Russian Judo
  - Freestyle Judo
  - Mongolian Judo
  - Georgian Judo
  - French Judo
  - Korean Judo
- Kung Fu
  - Qinna
  - Shuai Jiao
  - Die Jiao
  - Gi Ge
  - Ndrual Dluad
  - Beiga
- Sambo
  - Sport Sambo
  - Freestyle Sambo
- Luta Livre Esportiva
- Aikido
- Hapkido

### Discipline ibride
- Mixed martial arts
- Jujutsu e Judo
  - Combat jiu-jitsu
  - German Ju-Jitsu
  - Atemi Ju-Jitsu
  - Danzan-ryu Ju-Jitsu
  - Hokutoryu Ju-Jutsu
  - Small Circle JuJitsu
  - Budoshin Ju-Jitsu
  - Daitō-ryū Aiki-jūjutsu
  - Kyushin-ryū
  - Kito-ryu Ju-Jitsu
  - Shinden Futo-ryu Ju-Jitsu
  - Taijutsu
  - Atemi Judo
  - Kick jitsu
- Wushu
  - Southern Praying Mantis Kung Fu
  - Northern Praying Mantis Kung Fu
  - Crane Kung Fu
  - Sanda Sanshou
  - Wing Chun
  - Fu Jow Pai
  - Cailifo
  - Yingzhaoquan
- Hybrid Taekwondo and Taekkyon
  - Taekkyon
  - Han Moo Do
  - Han Mu Do
  - Teukgong Moosoool
  - Yongmudo
- Boxing and Kickboxing
  - Yaw Yan
  - Ancient Bare-Knuckle Boxing
  - Muay Boran
  - Muay Chaiya
  - Musti-yuddha
- Kempo
  - Nippon Kempo
  - American Kenpo
  - Shorinji Kempo
  - Okinawan Kempo
- Karate
  - Kenko Kempo Karate
  - Shidokan
  - Ashihara kaikan
  - Enshin kaikan
- Shoot Wrestling
  - Shooto
  - Shootfighting
  - Shootboxing
- Folk wrestling
  - Inbuan
  - Malla-yuddha
- Modern Wrestling
  - Submission Arts Wrestling
  - Combat Submission Wrestling
- Pancrazio
  - Pancrazio antico
  - Pancrazio moderno
- Gaidojutsu
- Kajukenbo
- Vale tudo
- Luta Livre
- Combat Sambo
- Kudo
- Army Hand-To-Hand Combat
- Combat Hopak
- Angampora

## Discipline di scherma

### Scherma olimpica
L'odierna scherma è uno sport occidentale, erede delle arti marziali europee di spada, ampiamente mutate nel corso degli anni, sino all'attuale competizione sportiva, originata dalla scherma dell'800-inizio '900 (ancora da duello), con tre spade: il fioretto (in origine arma da allenamento), la sciabola (in origine la lama degli ufficiali a cavallo) e la spada (in origine arma da duello). La sciabola è l'unica a poter colpire con il taglio. Essa e il fioretto rispettano la convenzione, per la quale ha il punto chi attacca per primo. La spada non ne è legata, e prevede quindi il doppio punto, quando è impossibile dire chi ha colpito per primo. Ognuna delle tre armi ha bersagli diversi: il fioretto solo il busto, la sciabola la parte del corpo sopra la cintura, la spada tutto il corpo. Gode dello status olimpico.

### Kendō

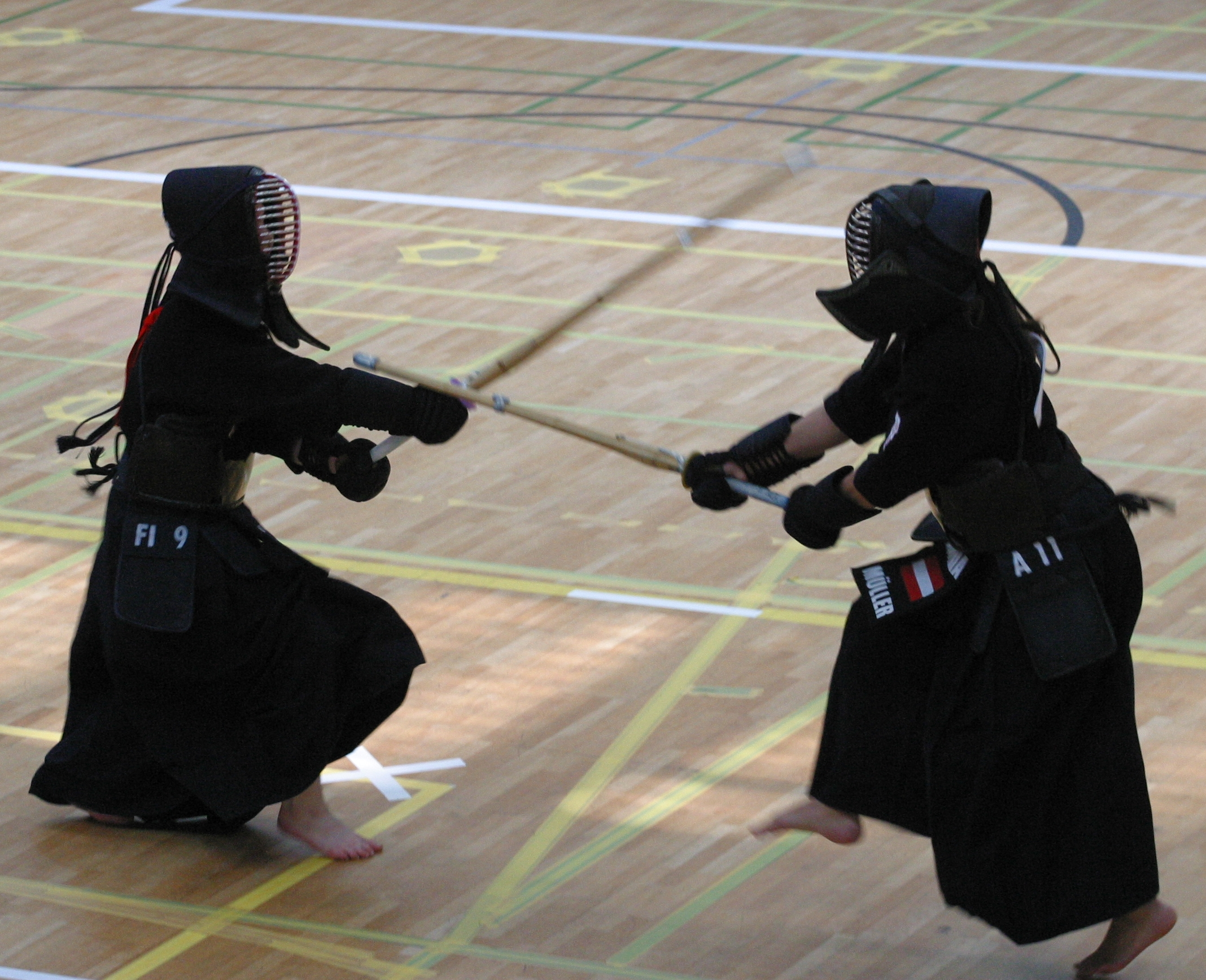
Due lottatori di Kendō in azione

Il kendō (剣道?) è un tipo di scherma giapponese, evolutasi come versione sportiva delle tecniche di combattimento con la katana anticamente utilizzate dai samurai nel kenjutsu. Kendō significa letteralmente "La via, dō (道?), della spada, ken (剣?)" Si pratica indossando un'armatura (bogu) costituita da men (a copertura di testa, viso, spalle, gola), dō (corpetto rigido), tare (intorno ai fianchi), kote (guanti rigidi), tenogui (fazzoletto che viene legato alla testa prima di indossare il men). La classica sciabola (katana) è stata sostituita dal bokutō (detto anche bokken), usato solo per una serie di dieci esercizi, i kata, che racchiudono l'essenza del kendō, e dallo shinai, una spada costituita da quattro listelli di bambù uniti dal manico di pelle (tsuka), che è usata per il combattimento vero e proprio (jigeiko).

### Escrima
Escrima o Eskrima è il nome di un antico sistema di combattimento filippino, conosciuto anche come Kali o Arnis de Mano, o ancora come FMA (Filipino Martial Arts), basato in particolare sullo studio delle armi. Ne esistono forme di competizione sportiva, regolamentate e con protezioni, basate sull'uso dei bastoni.

### Wushu sportivo
Esistono forme sportive del Wushu, termine generico per indicare le arti marziali cinesi. Quelle relative al combattimento corpo a corpo sono indicate alla voce sanda, ma ne esistono anche alcune che prevedono l'uso di armi come forma di scherma, secondo regolamenti vari.
Il wushu è stato sport dimostrativo alle Olimpiadi di Pechino 2008.

### Krabi Krabong
Il Krabi Krabong è uno stile di combattimento thailandese in cui è previsto l'uso di due spade per ciascun avversario, seppur si possa anche utilizzarne una sola. È un derivato delle varie arti marziali originarie della Thailandia, e si accompagna con altre discipline, anche disarmate, come il Muay Thai, come una sorta di estensione dello stesso con l'uso delle armi.

### Lightsaber Combat Sportivo
Lo Scherma con Spada Laser detto anche LightSaber Combat sportivo è una disciplina innovativa, nata nel 2006, che ha saputo coinvolgere migliaia di appassionati in brevissimo tempo. Ispirato alla saga di Star Wars, porta nella realtà del mondo dello sport, lo scherma con le spade di luce. Si tratta di uno sport dove pratica sportiva e gioco (LudoSport) vengono messi in risalto grazie al valore del Se.Cu.Ri. Servizio, Cura e Rispetto.
Questo Sport innovativo nacque dalle menti di due ragazzi di Milano che hanno codificato tecniche schermistiche adatte ad uno strumento unico: la Spada Laser, creando 9 stili di combattimento, tutte diverse, ma fra loro complementari che spaziano dalla spada singola, doppia spada e spada a due lame.
Il Light Saber Sportivo nacque a Milano, quando venne creata LudoSport, prima associazione sportiva dedicata appunto a questa disciplina, associata a U.I.S.P. che si diffuse velocemente in tante città italiane, tra cui Torino, Bologna, Roma, Caserta, creando Accademie per questo sport. In pochi anni lo sport approda prima in Europa (Francia, Spagna, Belgio, Regno Unito, Irlanda e Svezia) e poi negli Stati Uniti.

## Discipline a contatto limitato

### Karate sportivo
Il Karate è un'antica arte marziale, atta alla difesa delle persone originaria dell'isola di Okinawa. Prevede tecniche di percussione con tutti gli arti del corpo (pugni, gambe, gomiti, ginocchia ecc.) e tecniche complementari di proiezioni, leve articolari, strangolamenti e colpi ai punti vitali. Con l'approdo in Giappone, il maestro Gichin Funakoshi, fondatore dello stile Shotokan, distanziò il karate dalle radici più marziali per impostarlo come una disciplina educativa che fosse filosofia di vita, in impegno costante di ricerca del proprio equilibrio e come metodo di crescita fisica e mentale. Da queste premesse vennero poi a formarsi stili e federazioni che codificarono il combattimento tradizionale d'allenamento, chiamato kumite, come tipo di incontro sportivo a punti. I colpi non vengono affondati alla ricerca del knockout (KO) dell'avversario, ma vengono arrestati per motivi di incolumità. La maggior parte delle competizioni prevede l'interruzione dell'azione con conseguente ripresa dalla posizione di partenza qualora un atleta riesca a mettere a segno il colpo e quindi ad ottenere il punto, ma ne esistono anche alcune che mantengono il combattimento fluido, senza interruzioni, pur sempre con un contatto leggero.
Le competizioni si svolgono indossando il keikogi caratteristico della disciplina e vari livelli di protezione a seconda del torneo.
Esistono stili del karate a contatto pieno, come il kyokushinkai e le scuole da esso derivate, o il full contact karate, dai quali si è sviluppata la kickboxing sia in forme a contatto pieno che limitato.
Esistono competizioni di karate con i guantoni (karate gloves) che sono essenzialmente kickboxing con il gi.

### Semi contact
Il Semi contact è una specialità della kickboxing, ma il regolamento è simile invece a quello del karate a punti. Si combatte con pantaloncini, guantoni ed eventualmente caschetto, non è permesso affondare i colpi per ottenere il KO, la vittoria si ottiene ai punti.

## Discipline a contatto pieno

### Full contact karate
Il nome originale è Full contact karate, sottolineando la comunanza con il karate tradizionale. Si combatte indossando pantaloni lunghi come quelli del kimono tradizionale, del colore preferito dal pugile. È permesso indossare la cintura. I colpi consentiti sono pugni e calci al tronco ed al viso, sono proibiti colpi alla nuca ed ai genitali. Si usano paradenti, conchiglia, guanti da boxe, protezioni per tibie e piedi. Le riprese sono da due minuti cadauno, e la durata del match è in base al livello degli atleti (come nel pugilato) ed il titolo mondiale è di 12 riprese.
Tra i maggiori stili di Karate troviamo:

### Shotokan
Lo stile moderno più diffuso, fondato da Gichin Funakoshi (con significativi contributi tecnici del figlio Yoshitaka) intorno agli anni quaranta. Pur praticato in numerose varianti e da numerose scuole, con impostazioni tecniche piuttosto variegate, si caratterizza comunque per le posizioni tendenzialmente basse, stabili e forti (e quindi per una maggiore staticità rispetto ad altri stili). Prevede competizioni sia di Kata sia di Kumite, queste normalmente con protezioni piuttosto limitate. Il nome significa casa (kan) di Shoto (brezza nella pineta) pseudonimo con cui Funakoshi firmava i suoi componimenti poetici in stile cinese, secondo la tradizione colta dell'epoca.

### Kyokushinkai
Uno stile moderno fondato dal maestro Masutatsu Oyama che, dopo aver praticato lo Shotokan sotto la guida di Gichin Funakoshi e il Goju-ryu, ha creato questo stile basato sul Kumite full contact. Incorpora alcuni Kata dello Shotokan e altri tradizionali. Lo stile necessita di una notevole preparazione fisica per poter essere praticato a causa anche dei combattimenti a contatto pieno. Le competizioni si svolgono senza protezioni.

### Shitō-ryū
Uno stile moderno fondato dal maestro Kenwa Mabuni nel 1931. Egli incominciò a studiare il karatedo all'età di 13 anni dal maestro Anko Itosu; all'età di 20 anni incominciò lo studio del Naha-Te con il maestro Higaonna. Kenwa Mabuni in seguito si unì alle forze di polizia e questo gli permise di viaggiare per tutta l'isola di Okinawa così da imparare nuove arti marziali classiche dell'isola. Si trasferì a Osaka nel 1929 dove aprì una propria palestra, decidendo in breve di insegnare la sua versione del karate-do. Mabuni incentrò il suo nuovo metodo di insegnamento su quanto appreso dai suoi due maestri più importanti: il maestro Kanryu Higashinna di Naha e Anko Itosu di Shuri; chiamò questo nuovo stile del karate Shito Ryu dandogli le iniziali dei loro nomi, Higaonna e Itosu o, più semplicemente, scuola di Itosu e Higaonna. Lo Shito Ryu è lo stile con il maggior numero di Kata.

### Wado-ryu
Uno stile moderno che si basa sugli insegnamenti del maestro Hironori Ōtsuka, il quale fuse lo Shindo Yoshin Ryu JuJitsu con il karate di Okinawa e introdusse il moderno concetto di Kumite. Wado Ryu letteralmente significa: "La scuola della Via della Pace". Le posizioni sono molto alte e morbide, e si pone l'accento sulla velocità e la fluidità sia dei colpi sia del corpo. Il Wado Ryu, a un contrasto cruento, preferisce utilizzare schivate e taisabaki per controllare e accompagnare il colpo dell'avversario così da sbilanciarlo e lasciarlo scoperto a una serie di contrattacchi rapidi e dirompenti. La sua caratteristica principale è inoltre il vasto bagaglio di Jujitsu per cui a tecniche di percussione si accompagnano proiezioni, leve articolari, strangolamenti e sbilanciamenti. Predilige una distanza medio-corta.

### Gōjū-ryū
Uno stile antico tutt'oggi praticato a Okinawa, tende a non discostarsi dallo stile codificato in origine. Nasce dal Naha-te, il cui primo Maestro fu Kanrio Higahonna che visse per moltissimo tempo nel Fukien in Cina. A raccogliere l'eredità di Higaonna e fondare lo stile Goju-ryu fu il maestro Chojun Myagi. Lo stile punta alla fusione di tecniche "dure" e di tecniche "morbide". e anche il migliore

### Shōrei ryū
È un tipo di karate che si praticava nella zona di Naha a Okinawa.Shorei Ryu significa "lo stile di ispirazione" o "stile dello spirito illuminato".  Si crede che il termine Shorei derivi dal Tempio Shaolin Shoreiji (o Tempio Shorei, detto anche Tempio Shaolin del Sud, o in cinese Nan Shàolín-sì 南少林寺, collocato secondo alcuni a Fujian, secondo altri sul monte Jiulian), difatti il nome del tempio in giapponese è Shorei-ji.

### Shōrin-ryū
È un'antica scuola che si è evoluta nello Shuri-te, che in seguito è stato combinato con il Tomari-te (che era quasi del tutto simile allo shuri-te dal quale derivava) e si sono originati gli stili di karate Shotokan, Wado-ryu e Shitō-ryū (quest'ultimo ebbe anche una piccola influenza dello Shōrei ryū). Anche se non è propriamente uno stile di karate, esiste ancora qualcuno che lo pratica tutt'oggi, ma esso è diviso in numerosissime branche.

### Uechi-ryū
È il nome attribuito a una disciplina marziale di origine cinese che fu introdotta a Okinawa da Kanbun Uechi, un Okinawense che la apprese in Cina, a Fuzhou nella provincia di Fukien. È uno stile tradizionale di karate okinawense di matrice prettamente cinese. Fu per la prima volta introdotto ad Okinawa da Kanbun Uechi, il quale vi fece ritorno dopo un soggiorno in Cina durato più di dieci anni. Kanbun aveva lasciato Okinawa nel 1897, recandosi a Fuzhou nella provincia del Fujian (regione nota per gli stili di lotta della Gru Bianca, in cui si formò anche Kanryo Higaonna) per sottrarsi alla circoscrizione militare obbligatoria che all'epoca imponeva ai giovani di prestare servizio nell'esercito giapponese. In Cina, Kanbun ebbe modo di studiare la boxe cinese sotto la guida di Shu Shi Wa, esperto conoscitore di una disciplina nota col nome di Pangai-noon (traducibile come "duro/morbido").

### Sankūkai
Detto anche Sankudò, è uno stile moderno che si basa sulla leggerezza e l'accuratezza della tecnica ma anche sulla potenza dei colpi. Fu fondato da Yoshinao Nanbu, che lo ha poi lasciato nel 1978, in modo da poterlo evolvere (per scelta del maestro Nanbu in persona), nell'arte marziale Nanbudo, che a tutt'oggi viene praticata e migliorata da lui stesso.

### Nanbudo
Deriva dal Sankukai; nel 1974, all'età di 31 anni, il M° Nanbu decise di abbandonare temporaneamente il mondo del karate per ritirarsi nella località di Cap d'Ail. Fu proprio in questo luogo, in quattro anni di riflessione, in cui si rese conto che il Karate Sankukai era solo una tappa del suo viaggio e che era necessaria un'evoluzione nel suo stile. Decise quindi di abbandonare quest'ultimo e di far nascere, nel 1978, il Nanbudo, l'arte marziale (non più definibile, dallo stesso M° Nanbu "karate") che tutt'oggi il maestro segue e continua a migliorare tramite seminari in tutto il mondo.

### Shidokan
Fondato da Yoshiji Soeno, il karate Shidokan, come avviene per quasi tutti gli altri stili a contatto pieno, deriva dal Kyokushinkai e prevede lo studio dei kata. È un metodo di combattimento che utilizza, fra le altre cose, le tecniche di pugilato, le ginocchiate e le gomitate tipiche della Muay Thai, del grappling e della lotta a terra.

### Koryu Uchinadi
Il Koryu Uchinadi Kenpo-jutsu (古流沖縄手拳法術) è la sistematizzazione didattica moderna delle discipline di combattimento storiche di Okinawa operata da Patrick McCarthy, Hanshi 8º dan. Si tratta di un'arte non agonistica interamente finalizzata all'autodifesa reale contro atti abituali di violenza fisica attraverso un metodo di apprendimento/insegnamento coesivo e coerente.

### [hitō-ryū
È uno stile di karate fondato da Tsuyoshi Chitose (千歳 剛直?). Il nome dello stile si traduce come: chi (千) - mille; tō (唐)- Cina; ryū (流) - stile, cioè "stile cinese vecchio mille anni". Thus meaning "1,000 year old Chinese style." La parola tō (唐) si riferisce alla Dinastia cinese Tang. Lo stile fu ufficialmente fondato nel 1946.

### Kansuiryu Karate
È uno stile di karate giapponese fondato da Yukio Mizutani e Kanji Inoki nel 1979. È noto per la sua formazione full contact. Yukio Mizutani (水 谷 征夫, Yukio Mizutani) E Antonio Inoki (猪 木 寛 至, Kanji Inoki), Fonda il Kansuiryu Karate nella prefettura di Mie in Giappone del sud. Da giovane Yukio Mizutani si recò ad Okinawa e ha studio lo stile di Matsubayashi Ryu Shorin-Ryu Karate sotto Shoshin Nagamine. Al ritorno in Giappone Mizu Sensei iniziò ad insegnare karate e ben presto guadagnando una reputazione come un istruttore severo che esigeva impegno totale e incondizionato dai suoi studenti.

### Isshin-ryū
È uno stile del karate di Okinawa fondato da Tatsuo Shimabuku (島袋 龍夫) e nominato da lui 15 gennaio 1956. Il karate Isshin-Ryū è la sintesi dello Shorin-ryū, del Gojū-ryū karate e del kobudō. Il nome significa, alla lettera, "un metodo di cuore." Dal 1989 ci sono 336 rami dello Isshin-ryū in tutto il Mondo, ma la maggior parte sono concentrate negli Stati Uniti. Dopo la morte di Shimabuku nel 1975, furono apportate molte variazioni allo Isshin-ryū.

### Zendokai
È uno stile di karate moderno che utilizza tecniche di striking, grappling e proiezioni e leve. Lo zendokai è uno stile di karate a contatto pieno che utilizza il casco con una protezioni completa o in altri casi un casco senza visiera.

### Genseiryū
Genseiryū' è uno stile di karate che affonda le proprie radici nello Shuri-te, uno dei tre stili originali del karate di Okinawa in Giappone. Fu sviluppato da Seiken Shukumine (1925–2001) che combinò tecniche classiche con le proprie innovazioni, sviluppando in tal modo le particolari caratteristiche del Genseiryū. Shukumine ebbe due insegnanti famosi: Sadoyama e Kishimoto. Il nome Genseiryū fu usato per la prima volta nel 1953. In giapponese il nome si compone di tre differenti caratteristiche.

### Gosoku Ryū
Il Gosoku Ryū è uno stile Karate fondato dal Gran Maestro Soke Kubota Takayuki, 10 Dan, fondatore e presidente della International Karate Association, Inc. In giapponese, la parola, "Gosoku" esprime il concetto di "duro e veloce", il che suggerisce una combinazione tra tecniche dello stile Shotokan, veloce e dinamico, con le tecniche dello stile, Goju Ryū, duro e comcreto.

### Motobu-ryū
Motobu-ry è una scuola di karate foundata da Motobu Chōki nel 1922. Il nome completo ed ufficiale è: Nihon Denryu Heiho Motobu Kenpo ("Japan's traditional tactics Motobu Kenpo"). Il Motobu appartiene alla famiglia di stili del karate, è inoltre chiamata: Motobu-ryu o Motobu-ryu Udundi. È una combinazione delle arti marziali native di Okinawa: Te (Un primo nome del Karate),kobudō okinawense e danze okinawensi.

### Shūkōkai
Lo Shukokai è uno stile del Karate, basato sul Tani-ha Shitō-ryū, una branca dello Shitō-ryū sviluppato da Chōjirō Tani sulla fine degli anni 1940. Il primo dojo dove Tani insegnò il suo stile fu aperto nel 1946 a Kōbe in Giappone e nominato Shūkōkai, che significa: "La via di tutto". Lo Shūkōkai è famoso per la sua "torsione doppia dell'anca", efficace per massimizzare la forza nei colpi. Lo stile è molto veloce e adotta posizioni relativamente alte per agevolare la mobilità.

### Shuri-ryū
Il karate Shuri-ryū è un sistema di arti marziali sviluppato da Robert Trias (1923-1989), che fu la prima persona ad insegnare karate nel territorio degli Stati Uniti e che aprì il primo dojo, nel 1946, a Phoenix in Arizona. Successivamente, nel 1948, formò la prima associazione di karate degli Stati Uniti, la United States Karate Association (USKA). La USKA divenne una delle più grandi associazioni di karate del paese; fra i suoi membri figurano quasi tutti i migliori istruttori di karate della prima generazione. Lo stile Shuri-ryū è insegnato negli Stati Uniti, parte dell'Europa, nel Sud America ed è correlato agli altri stili Trias di karate come Shōrei-Gōjū-ryū, Shōrei ryū e Shōrei-kai.

### Tōon-ryū
Tōon-ryū è uno stile di karate okinawese fondato da Juhatsu Kyoda.

### Arti marziali cinesi
Le arti marziali cinesi, chiamate in Cina wushu (cinese semplificato: 武术; cinese tradizionale: pinyin: wǔshù; Wade-Giles: wu3-shu4; da 武 wǔ “spedizione militare, guerra” e 术 shù “arte, metodo, tecnica”) o anche gongfu (cinese: 功夫; pinyin: gōngfu; Wade-Giles: kung-fu; “abilità”, con sottinteso riferimento all'ambito marziale) sono la totalità degli stili e dei metodi delle arti marziali nate in Cina, patrimonio ed eredità della cultura e della tradizione del popolo cinese.
Tra queste troviamo:

### Heihuquan
L'Heihuquan (黑虎拳, Pugilato della Tigre Nera) è uno stile di arti marziali cinesi che può essere classificato tra gli stili Xiangxingquan o imitativi. Lo stile ha avuto origine nella provincia di Shandong. Oggi è praticato sicuramente nell'area di Dongming e ne esistono diverse versioni praticate in altrettante province Cinesi.

### Wing Chun
Il Wing Chun (cinese: 永春, pinyin: yǒng chūn, Eterna Primavera - vengono anche utilizzati altri ideogrammi con lo stesso suono: 咏春 e 泳春) è uno stile di kung-fu derivato dal sistema di Shaolinquan (Siu Lam in una pronuncia cantonese) del sud della Cina e presenta alcuni tratti tipici degli stili di quest'area geografica (Nanquan).
Il nome è l'abbreviazione di Wing Chun Quan (永春拳, Pugilato dell'Eterna Primavera) e viene traslitterato in vari modi dalle diverse federazioni, ma nonostante il nome uguale o simile spesso vi sono sensibili differenze nell'interpretazione di alcuni princìpi.

### Bajiquan
Il pugilato degli otto estremi (八極拳T, 八极拳S, BājíquánP, Pa Chi Ch'uanW), è uno stile di arti marziali cinesi che, secondo Wu Bin, Li Xingdong e Yu Gongbao, è conosciuto per la sua pienezza della forza, la sua semplicità e le sue tecniche di combattimento.
Un detto famoso paragona il Taijiquan ed il Bajiquan: "i colti hanno il Taiji per essere in pace sotto il cielo, i militari hanno il Baji per rendere tranquillo l'universo" (Wen You Taiji An Tianxia, Wu You Baji Ding Qiankun 文有太极安天下，武有八极定乾坤).

### Mizongquan
Il Mizongquan (迷踪拳, pugilato del far perdere le tracce) è uno stile di arti marziali cinesi del nord della Cina, con molti praticanti in Hebei e Shandong.
È anche chiamato Yanqingquan (燕青拳, pugilato di Yan Qing) o ancora Mizongquan (迷宗拳, pugilato dell'antenato perduto o 秘宗拳, pugilato dell'antenato segreto). Il nome Yanqingquan deriverebbe per alcuni da Yan Qing, un personaggio dello Shui hu zhuan, per altri deriverebbe dal fatto che lo stile era praticato nell'area delle contee di Yanzhou (燕州) in Shandong e di Qingxian (青县) in Hebei.
Il nome Pugilato dell'antenato perduto (迷宗拳) si riferirebbe invece al fatto che le origini di questo stile non sono conosciute.

### Baimeiquan
Il Pugilato delle Sopracciglia Bianche (白眉拳S, báiméiquánP, pai mei ch’uanW) , più conosciuto in occidente nella traslitterazione cantonese Pak Mei Kuen (o soltanto Pak Mei), è uno stile di arti marziali cinesi catalogato come Nanquan, la cui creazione è attribuita ad un monaco taoista detto appunto Pak Mei (o Pai Mei o Bai Mei) (白眉, “sopracciglia bianche”, nome religioso completo Baimei Shangren, 白眉上人) che sarebbe vissuto sulle montagne Emei nel Sichuan.

### Houquan
L'Houquan (猴拳, pugilato della scimmia) è uno stile di arti marziali cinesi che appartiene alla categoria Xiangxingquan, in quanto imita le movenze della scimmia.

### Hequan
Hequan (鹤拳, pugilato della gru) è un insieme di stili di arti marziali cinesi che imitano le movenze della gru e quindi classificabile come Xiangxingquan. Siccome tutti questi stili sono praticati al sud, questi appartengono anche al Nanquan ed in particolare si parla di Fuzhou Hequan (福州鹤拳), infatti l'Hequan è una delle sette grandi scuole di pugilato del Fujian (福建省七大拳, Fujian sheng qi da quan). La scuola conterebbe 300 anni di storia e come vedremo nella sezione dedicata al Baihequan (白鶴拳) viene fatta risalire a Fang Qiniang (方七娘).

### Huquan
Huquan (虎拳, Pugilato della Tigre)  è uno stile delle arti marziali cinesi che è classificabile come Nanquan ed appartiene agli stili imitativi (Xiangxingquan) in quanto imita le movenze di una tigre. È praticato in Fujian nelle aree amministrative di Fuzhou (福州), Minhou (闽侯), Ch'angle (长乐), Nanping (南平), Sanming (三明), Xianyou (仙游), Putian (莆田), ecc. Questo stile è stato creato da Li Yuanzhu (李元珠), del villaggio Pikoucun (批口村), della contea Yongfuxian (永福县), durante il regno di Qianlong dell'epoca della dinastia Qing.

### Tanglangquan
Il Tánglángquán (螳螂拳, Pugilato della Mantide Religiosa) è uno stile di arti marziali cinesi che viene classificato come stile imitativo (Xiangxingquan 象形拳), in quanto imita le movenze di un insetto: la mantide religiosa. La creazione del Tanglangquan del Nord è attribuita a Wang Lang (王朗), un personaggio originario dell'area di Jimo, nella provincia di Shandong. Egli avrebbe osservato a lungo una mantide religiosa ed avrebbe creato il suo stile utilizzando il modo di muovere le braccia di questo insetto fondendolo con l'utilizzo delle gambe dello stile della scimmia.

### Shequan
Shéquán (蛇拳, pugilato del serpente) è uno stile di arti marziali cinesi che viene classificato come stile imitativo (Xiangxingquan 象形拳), in quanto imita le movenze dei serpenti. Ci sono vari stili del serpente sia al nord che al sud.

### Nanquan
Il Nanquan contemporaneo è uno stile moderno, creato durante la grande rivoluzione culturale, derivato da alcuni degli stili più diffusi della regione del Guangdong, del Guangxi, del Fujian e dello Zhejiang fuse ad alcuni aspetti dei metodi di famiglie tradizionali come Hong, Li, Liu, Mo e Cai. Il Nanquan è caratterizzato nella sua pratica ed espressione da una ricca serie di fondamentali, gesti tecnici e gruppi di movimenti inconfondibili, sebbene nelle forma da competizione libere attualmente si vada perdendo alcuni di questi aspetti per guadagnare nelle prestazioni atletiche e nell'estetica più fine ed aggraziata. Inconfondibile rimane comunque l'utilizzo delle mani e delle dita (Shou fa, Zhi fa) e la postura durante l'esecuzione delle tecniche di pugno. Le caratteristiche peculiari e distintive del Nánquán consistono in movimenti e tecniche veloci, potenti, ferme e decise, con posizioni statiche e spostamenti solidi e repentini ma allo stesso tempo agili, e rispetto all'eleganza ed alla leziosità degli stili del Nord, esprime grande forza e vigore, espresso anche attraverso urla, dette fasheng, che rappresenta o riproduce le caratteristiche di animali, aspetto interpretabile come il predecessore del “kiai” caratteristico delle Arti Marziali nipponiche e coreane.

### Longxingquan
Il Longxingquan, Pugilato ad Immagine di Drago) è uno stile di arti marziali cinesi classificabile come Nanquan e come Xiangxingquan. Il Longxingquan è stato creato durante il regno di Qianlong dell'epoca della dinastia Qing da Lin Yaogui un uomo del Guangdong. Lin studiò con il proprio padre e con il monaco Guangjin che insegnava Shaolinquan sul monte Shaoshishan del Fujian. In seguito divenne studente di Huang Lianjiao e successivamente di Da Yu che gli insegnò Wumeiquan.

### Zhoujiaquan
Il Zhoujiaquan (pugilato della famiglia Zhou) è uno stile di arti marziali cinesi classificabile come Nanquan. Questa scuola è molto diffusa anche in occidente e spesso se ne conosce il nome in cantonese, Chow Gar Kuen oppure come Jow Ga oppure quello in lingua Vietnamita, Châu Gia. L'associazione internazionale che cerca di riunire tutti i praticanti si chiama Zhongwai Zhoujia Guoshu Zonghui, cioè Federazione Cinese e Straniera di Arte Nazionale della Famiglia Zhou. Ha 8 tecniche di passi e di gambe e 6 tecniche di pugno.

### Ziranmen
Lo Ziranmen (scuola naturale) è uno stile di arti marziali cinesi di cui non si conosce bene l'origine e di non facile classificazione. Secondo Ziranmen Gongfu. Questa Scuola segue la teoria Taoista ed ha componenti sia di Waijia che Neijia. Oggi lo Ziranmen è praticato nelle province di Hunan e Fujian. Lo Ziranmen contiene una serie di esercizi di Qigong di condizionamento, di potenziamento e che lavorano sull'equilibrio.

### Emeipai
Emeipai (scuola o fazione di Emei) è un insieme di stili di arti marziali cinesi che racchiude i vari pugilati che hanno avuto origine sull'Emeishan. Si utilizza anche Emeiquan (pugilato Emei). Si dice che le scuole che appartengono a questo insieme abbiano caratteristiche sia di Shaolinpai, sia di Wudangpai; certamente l'Emeipai è stato sviluppato dai bonzi buddisti e dai preti taoisti sulla montagna Emei nella provincia del Sichuan. Il primo riferimento alle arti marziali praticate sulla montagna Emei appare durante l'epoca della dinastia Ming in un poema scritto da Tang Shunzhi, il Jingchuan Xiansheng Wenji (raccolta di lavori del maestro Jingchuan), nel capitolo Emei Daoren Quange (canti del pugilato Taoista di Emei).

### Mianquan
Il Mianquan (pugilato ininterrotto o morbido) è uno stile di arti marziali cinesi del Nord della Cina, diffuso in particolare nella zona centrale della provincia di Hebei. Ha come punto centrale l'utilizzo del Rou (morbido). Nel 1936 venne dimostrata una sequenza di Mianzhang (palmo morbido) durante i giochi olimpici di Berlino da Fu Shuyun, donna, membro di una rappresentanza del Wushu Cinese. Wu

### Chuojiao
Il Chuojiao, tradotto come Piedi Penetranti, è uno stile di arti marziali cinesi con origini antiche, oggi diffuso nel nord della Cina, nella provincia di Hebei. Per la sua peculiare specializzazione nelle tecniche di gambe viene designato come Beitui zhi jie (tesoro delle gambe del Nord). Questo stile è anche conosciuto come Yuanyangjiao (Piedi dell'anatra mandarina), Jiuzhizi (Nove ramificazioni), Tangzitui (gambe in sequenza), ecc. Il Chuojiao possiede 81 tecniche di gamba (Tuifa), nove Taolu detti marziali (Wu) e nove detti civili (Wen). Al termine Taolu è preferito il termine Tangzi (serie di movimenti).

### Duanda
Duanda è un termine utilizzato nelle arti marziali cinesi per indicare il combattimento a corta distanza e in opposizione a Changquan.È anche chiamato Duanquan (il pugilato corto).Uno stile con questo nome è diffuso a Baoding e Gaoyang nella provincia dello Hebei, in Cina.

### Caijiaquan
Il Caijiaquan (pugilato della famiglia Cai, Choy Gar Kuen in cantonese) è una delle 5 scuole di arti marziali cinesi più importanti della provincia del Guangdong ed è perciò uno stile classificato come Nanquan. Ha posture con posizioni delle gambe e movimenti delle braccia ampi, spesso le mani adottano la forma detta “ad occhio di fenice” (fengyan quan). Nella maggior parte dei casi in questa scuola si ricerca la distanza, ma a Zhongshan Nanlang c'è una variante caratterizzata da colpi a corta distanza.

### Yiquan
L'Yiquan (Pugilato della mente) è uno stile di arti marziali cinesi creato da Wang Xiangzhai a partire dallo stile che praticava, lo Xingyiquan e dalle sue successive esperienze marziali. Qualcuno utilizza il nome Dachengquan (pugilato del grande conseguimento) per indicare questo nuovo sistema, un nome di matrice Confuciana. Certe correnti attuali di Yiquan integrano delle tecniche provenienti dal Tantui, dal Meihuaquan, dal Shuaijiao e dalla Boxe. Il metodo prende come base le posture statiche (, Zhanzhuang) dello Xingyiquan; comprende un esercizio di spostamento detto Mocabu o Zuobu, degli esercizi per sentire la forza detti Shili, per sentire i suoni detti Shisheng, per emettere la forza detti Fali, le spinte con le mani dette Tuishou, la pratica del combattere da soli o Dan Caoshou e la pratica del combattimento libero o Sanshou. Il metodo Yi Quan è assai particolare e scientifico, composto da otto fasi ben precise e fortemente collegate tra loro. Studiando e comprendendo queste fasi si ottiene una grande efficacia nel combattimento reale e la capacità di generare moltissima forza esplosiva interna.

### Fojiaquan
Il Fojiaquan (Pugilato Buddista, Fut Gar in Cantonese, Phật gia quyền in Vietnamita) è uno stile di arti marziali cinesi classificabile come Nanquan. Come si evince dal nome stesso esso è uno di quei pugilati strettamente legato alla religione buddista. La leggenda vuole che esso sia stato creato da Bai Yufeng e sarebbe stato tramandato dai monaci buddisti dei templi Nanhuasi e Dinghushan Qingyunsi. Nel 1814 un certo Chen Huyuan, di Jingmeixiang nell'area amministrativa di Xinhuixian, ne avrebbe appreso la quintessenza dal bonzo Du Zhang presso la montagna Dinghushan. Chen diffuse questo pugilato nella propria contea e nelle contee adiacenti del Guangdong. La stessa storia viene tramandata nel Cailifo, in quanto Chen Huyuan o Chen Yuanhu insegnò a Chen Xiang. I registri genealogici della famiglia Huang di Lishancun riportano che alla prima generazione di praticanti vi sarebbero due fratelli, Huang Qiyun e Huang Chanyun.

### Zhoujia Tanglangquan
Il Zhoujia Tanglangquan, il pugilato della mantide religiosa della famiglia Zhou, in Cantonese jau ga tohng lohng kyuhn) è uno stile di arti marziali cinesi, classificabile come Nanquan e come Xiangxingquan. È anche conosciuto come Nan Tanglangquan (Tanglangquan del sud) e come Zhoujiajiao.Questo stile ha notevoli somiglianze con il Baihequan del Fujian.

### Boxe
Il pugilato, conosciuto anche come boxe, oltre ad essere uno sport da difesa personale, è pure uno sport da combattimento che consiste nel confronto, all'interno di uno spazio quadrato chiamato ring, tra due atleti che si affrontano colpendosi con i pugni chiusi (protetti da appositi guantoni), allo scopo di indebolire e atterrare l'avversario. Questo sport, che veniva praticato già dagli antichi greci, è conosciuto, a partire dall'XI secolo, anche come la nobile arte, intendendo che richiede dai suoi praticanti le qualità caratteristiche dell'uomo, come il coraggio, la forza, l'intelligenza. Assieme alla lotta olimpica, è lo sport da combattimento per eccellenza ed assieme ad essa è presente nelle Olimpiadi fin dalle prime edizioni.

### Boxe professionistica
A differenza della boxe praticata alle Olimpiadi, la boxe professionistica non prevede l'uso del caschetto protettivo, né dei guanti più imbottiti e di solito i pugili subiscono molti più danni prima che il match venga interrotto.
Inoltre, i combattimenti possono essere molto più lunghi rispetto a quelli amatoriali, dato che possono arrivare fino ai 12 round.

### Amateur boxing
L'amateur boxing dilettantistico è stato inserito nei giochi olimpici estivi a partire dalla terza edizione del 1904, da allora è sempre stato presente ad eccezione di Stoccolma 1912, in quanto sport bandito dalla legge svedese. Solo a partire da Londra 2012 è stato abbattuto il muro di disciplina esclusivamente maschile, introducendo le corrispettive gare al femminile.
Attualmente include 10 eventi maschili e 3 femminili. Sin da Helsinki 1952 le medaglie assegnate sono 4 per ciascun evento.

### Boxe inglese
È il progenitore della boxe moderna, originario dell'Inghilterra.
Infatti, proprio con questo stile, sono state create le prime regole ed i fondamentali di questo sport.
Questo stile è molto vario in tutte le posizioni, caratterizzato da un buon footwork, dei forti jab e overhead, una guardia stretta, e il dare colpi pesanti a distanza ravvicinata.

### Boxe cubana
Lo stile di Boxe cubano viene spesso comparato ad una danza, per via della sua focalizzazione sul movimento, la precisione, e la tattica al posto della potenza.
Il sistema cubano segue un rigido programma che insegna la propria guardia, i movimenti, l'attacco e la difesa passo per passo, così che ogni pugile abbia un'eccellente preparazione in ogni abilità.
Alcune caratteristiche che lo contraddistinguono sono: un footwork essenziale, la difesa prima dell'attacco, un forte jab e il colpire e schivare.
Lo stile cubano è stato influenzato da quello sovietico, che si basava sugli stessi principi.
Il suo creatore è il professore Alcides Sagarra Carón.

### Boxe filippina
Dopo che gli americani portarono lo sport nelle Filippine, i praticanti locali crearono il loro proprio stile.
La boxe filippina incorpora nel suo stile tecniche di arnis e scherma.
Questo stile è di solito paragonata ad un combattimento con coltelli, tranne che invece di colpire con una lama, si danno colpi con i pugni.
Ovviamente con apportate modifiche, ci si focalizza sulla potenza con cui si dà un pugno, restando vicini all'avversario ed usando un movimento simile ad una frustata per incorporare la potenza.
Molte delle tecniche della boxe filippina si differenziano da quella inglese, dato che assomigliano più alla dirty boxing:
si considerano come bersagli gli arti superiori dell'avversario, come nei combattimenti con la lama filippina dove si mirano le vene e le arterie che corrono per le braccia.
Un'altra tecnica fondamentale è far scontrare il pugno dell'avversario con la punta del gomito.
Inoltre, a questo stile sono attribuiti l'uso di colpi verso il basso e l'impiego aggiuntivo di gomitate, colpi con gli avambracci, con i bicipiti e con le spalle.

### Bare Knuckle Boxing
La Bareknuckle boxing è uno stile di combattimento da cui deriva la boxe tradizionale.
Gli incontri vengono disputati senza l'ausilio dei guantoni ma vengono spesso utilizzate fasciature su mani e polsi. Questa disciplina non differisce molto dalla lotta da strada (streetfight) se non per poche regole: per esempio la boxe a mani nude non prevede la possibilità di colpire un avversario al tappeto.

### Pygmachía
La pigmachia (in greco πυγμαχία pygmachía, in latino pugilātus), fu il pugilato nell'antica Grecia ed è assai antica: le prime tracce della sua esistenza si trovano nell'Iliade (VIII secolo a.C.), tuttavia vi sono buoni motivi per credere che il pugilato venisse praticato in tempi ancora anteriori.
Essendo a quei tempi la penisola ellenica frammentata in tutta una serie di città-stato (le poleis), il pugilato veniva praticato da vari ceti sociali ed in contesti differenti di città in città.

### Boxe russa
Il "pugilato russo" (russo - Кулачный бой 'Kulachniy Boy' "combattimento a pugilato") è il tradizionale pugilato degli Slavi e poi la Russia. I pugili spesso si allenano punzonando secchi di sabbia per rafforzare le ossa e preparare i minuti prima dei combattimenti.
Ogni regione in Russia ha incorporato regole diverse a differenza dello sport della boxe. In alcuni luoghi hanno combattuto a braccia nude, mentre in altri hanno allungato le maniche sui pugni. 
Ci sono tre tipi di pugilato russo: il primo è il tipo singolo, uno contro uno lotta; il secondo tipo è una lotta di squadra noto anche come "muro sul muro". Il terzo, "drop catch", era il meno praticato.
Ci sono state diverse versioni del singolo lotta. Una versione era come la boxe moderna, dove un combattente colpisce l'altro dove vuole o può. L'altra versione è quando i combattenti si alternano colpendosi a vicenda. Fuggire da un pugno, rispondere non al turno, e allontanarsi non era permesso; tutto quello che si poteva fare era usare le mani per cercare di proteggere il proprio corpo. C'era anche un tipo di combattimento pugno 'hit on hit' o 'uno per uno', quando gli avversari hanno dato pugni al turno. 
La vittoria potrebbe arrivare in pochi casi: quando uno dei combattenti cade, fino al primo sangue, o fino a quando uno dei combattenti si arrende.

### Chivarreto Boxing
La "Chivarreto Boxing" è una variante della boxe a mani nude.
Detto anche Boxeo a puño limpio, viene praticato nella villa Chivarreto a San Francisco El Alto, in Guatemala.
In genere, ci sono quattro arbitri presenti per far rispettare le regole e proteggere i combattenti da danni inutili, invece di uno come in altri tipi di boxe. Gli incontri si svolgono all'interno di un ring, che si trova nei pressi di Chivarreto piazza in modo che tutti i residenti di Chivarreto e anche i turisti provenienti da altre zone possano essere spettatori.

### Kickboxing
La Kick Boxing o Kickboxing è uno sport da combattimento che combina tecniche di calcio caratteristiche di arti marziali orientali ai colpi di pugno propri dello sport occidentale. Si combatte con i calzoncini corti. I colpi consentiti sono pugni e calci a gambe, si possono colpire tronco e viso ma sono proibiti i colpi alla nuca, alla schiena e ai genitali. Si usano guantoni da boxe, conchiglia, paradenti e protezioni per i piedi. Il numero delle riprese e dei minuti per ognuna di queste dipende dal tipo di disciplina.
La disciplina è generalmente a contatto pieno (full-contact, low kick') ma ne esistono anche versioni a contatto leggero (semi-contact, light-contact) che sono molto affini al karate sportivo. Inoltre a volte, per estensione, ci si riferisce con il termine kickboxing a tutta la famiglia di vari tipi di boxe comprensivi anche e almeno di tecniche di calcio oltre a quelle di pugno (come savate o sanda), quindi non solo ai consueti formati regolamentari (come light contact o full contact).
Il formato più diffuso di kickboxing è quello del K-1 Rules Set, talvolta chiamato semplicemente K-1, sviluppatosi dalla formula dell'omonimo torneo in Giappone.
È stato ideato pensando ad un tipo di torneo che permettesse il confronto comune di atleti provenienti dalle varie forme di sport pugilistici con calci, in particolare con un regolamento a metà strada fra la kickboxing canonica e la muay thai.
A differenza della muay thai, non sono ammesse le gomitate e l'uso del "clinch", ovvero afferrare l'avversario in preso dietro alla nuca, rispetto ad un tradizionale incontro di kickboxing o altre discipline affini è però possibile effettuare ginocchiate senza presa come anche afferrare l'avversario con una sola mano e portare un solo colpo di ginocchio per volta. Non sono permesse proiezioni come nella sanda o l'uso di scarpette come nella savate.

### Kickboxing americano
Il kickboxing americano è uno sport da combattimento, derivato dal kickboxing, codificato negli Stati Uniti negli anni '60, eseguito sul ring. 
All'origine kickboxing americano è un regolamento di competizione, che permette ai concorrenti delle diverse pratiche marziali di incontrarsi in un certo tipo di confronto (all'origine quello della federazione mondiale WKA - World Kickboxing Association). Si è così tanto la opinione generale, che è diventato una delle forme di sport di combattimento ispirata delle arti marziali più praticata al mondo.

### Kickboxing giapponese
La kickboxing giapponese è chiamata in inglese oriental kickboxing. Secondo alcuni, il termine "kickboxing" sarebbe stato inventato in Giappone negli anni 1950 da esperti di karate, che avevano bisogno di confrontarsi con un contatto totale.
Questa forma di kickboxing le cui regole sono chiamate "K-1 rules" o "oriental rules" è stata inventata da Kazuyoshi Ishiisono, che ha rilanciato la kickboxing anche a livello mediatico dopo un periodo di flessione negli anni ottanta. Anche questo regolamento ha in comune con altri tipi di kickboxing il divieto di colpire con i gomiti e di afferrare l'avversario per il collo, tuttavia è permesso l'uso delle ginocchiate, portate solitamente con le tipiche meccaniche dei colpi di matrice thailandese.

### Kickboxing olandese
È uno stile di Kickboxing nato nei Paesi Bassi, che combina tecniche prese dalla Boxe, dalla Muay thai e dal Karate Kyokushinkai.

### Musti-yuddha
Il Musti-Yuddha è un antico sport da combattimento proveniente dal subcontinente indiano, ed è una delle prime forme di kickboxing, da cui ne discendono molte forme moderne. Il termine significa letteralmente "pugno di combattimento", dal sanscrito parole muṣṭi (pugno) e yuddha (lotta, battaglia, conflitto). Anche se questo sarebbe stato originariamente usato come un termine generale per qualsiasi arte di boxe, oggi di solito si riferisce al Muki boxe da Varanasi, l'unico stile sopravvissuto disarmato. Nel Punjab esiste ancora una forma armata di pugilato chiamata 'Loh-Musti', in cui i combattenti indossano un anello di ferro su una mano. Qualsiasi parte del corpo può essere presa di mira, tranne l'inguine, ma gli obiettivi principali sono la testa e il torace. Le tecniche incorporano pugni, calci, gomitate, ginocchiate e grappling. I pugili non indossano alcuna forma di protezione e combattono a pugni. Le partite possono essere uno contro uno, uno contro un gruppo o un gruppo contro un gruppo. La vittoria può essere ottenuta per knockout, ringout o sottomissione.

### Muay boran
La muay boran (มวยคาดเชือก) è un'arte marziale thailandese. È un termine ombrello per una serie di stili, ed è il diretto progenitore della muay thai. Se la muay thai è conosciuta come l'arte delle otto armi (ovvero gambe, ginocchia, pugni e gomiti), la muay boran aggiunge a queste anche la testa oltre ad un grande numero di movimenti di controllo, intrappolamento e proiezione a terra.

### Muay Lao
Muay Lao è una forma di kickboxing praticata nel Laos ed è una branca dei molti stili di kickboxing indo-cinesi. Le altre forme di kickboxing provenienti da tale regione sono: Pradal Serey dalla Cambogia, Muay Thai dalla Thailandia e lethwei dalla Birmania.  Questa forma di kickboxing comprende attacchi con ginocchia, gomiti, pugni e calci. Nel 170º episodio di King of the Hill, Kahn utilizza le arti marziali laotiane per i combattimenti da strada. Il Muay Lao è stato inserito tra gli sport dei XXV Giochi del Sud-est asiatico, tenutisi in Laos.

### Muay Thai
La Muay Thai, conosciuta anche come Thai Boxing o Boxe Thailandese, è una tecnica da combattimento autonoma, molto antica, nata in Thailandia. Si combatte con i calzoncini corti. Si utilizzano pugni, calci, gomitate, colpi di ginocchia e si lotta in clinch senza che l'arbitro fermi a meno che il combattimento non sia passivo. Si usano guantoni, paradenti, conchiglia e nessuna protezione per i piedi. È proibito colpire ai genitali ed alla nuca ma si può colpire di ginocchio in clinch. I match sono in riprese da 3 minuti, tre per i dilettanti e 5 per i professionisti.

### Savate
La Savate o Boxe Francese , detta anche BF-Savate, è uno sport da combattimento caratterizzato dalla fusione delle tecniche di gambe (calci) che vanno ad integrarsi alle tecniche sviluppate nel Pugilato. 
È uno sport a percussione e fa parte degli sport di situazione.
È inserita nel gruppo degli sport di combattimento calci pugni (Boxe pieds-poings)

### Lethwei
La Lethwei o Boxe Birmana, è molto simile alla muay thai, ma consente anche l'uso di testate e non prevede l'utilizzo di guantoni.

### Pradal Serey
Tale disciplina è nata dallo sviluppo di alcune arti marziali come la muay Thai dalla Thailandia, il tomoi dalla Malaysia, la muay Lao dal Laos e il lethwei dal Myanmar, alle quali è visibilmente similare. Originariamente utilizzato per la guerra, il pradal serey è oggi uno sport nazionale cambogiano. Le sue movenze furono leggermente modificate per poter essere praticato appunto come sport su un ring.

### Taekwond
Il Tae Kwon Do, è un'arte marziale coreana e uno sport da combattimento che si basa principalmente su tecniche di piede.
Ne esistono due scuole, la WT (World Taekwondo) è la specialità olimpica, mentre la ITF (International Taekwon-Do Federation) differisce leggermente nel regolamento, nell'abbigliamento e nelle protezioni usate in combattimento.
Le competizioni si svolgono su un tappeto (tatami), lungo metri 8x8, i combattenti durante le competizioni devono indossare diverse protezioni obbligatorie: caschetto, paradenti, corazza per il busto, conchiglia, guanti per mani, guanti per piedi e parastinchi. Il regolamento prevede lo svolgersi di 3 round da 2 minuti ciascuno, con assegnazione di punti per qualsiasi colpo sopra la cintura su tronco e testa, i colpi alle spalle e sotto la vita sono proibiti e prevedono penalità. I colpi validi e consentiti sono calci e pugni al tronco e calci alla testa. Con le tecniche di pugno si può colpire solo il tronco. La vittoria viene assegnata in base al punteggio alla fine del 3º round, ci sono molti verdetti raggiungibili, spiegati due paragrafi sotto.
I punteggi si contano in questo modo: 1 punto per attacco di pugno al tronco, 2 punti per attacco di calcio al tronco, 3 punti per attacco di calcio alla testa, 2 punti aggiuntivi per ogni attacco di calcio in rotazione, sia alla testa che al tronco.
Le penalità (Gam-Jeom) possono essere assegnate per colpi scorretti, comportamenti antisportivi, per uscite fuori dall'area di combattimento e per cadute a terra. Ogni penalità si traduce in 1 punto per l'avversario, è possibile raggiungere un massimo di 10 penalità prima di venire squalificati.
I verdetti sono: vittoria per punteggio al termine del tempo di combattimento, vittoria per knock out, vittoria per somma di ammonizioni dell'avversario (10), vittoria di uno dei due combattenti a seguito di decisione arbitrale di sospendere l'incontro, vittoria per abbandono volontario dell'avversario, vittoria per abbandono per infortunio dell'avversario, vittoria a seguito di squalifica di uno dei due combattenti a causa di un'azione particolarmente scorretta che abbia causato infortunio all'avversario.

### Tang Soo Do
Il Tang Soo Do è un'arte marziale originaria della Corea. Anche essa, come il Taekwondo ha tratto le sue origini dagli antichi sistemi di lotta codificati dalla casta guerriera coreana.
Il tangsudo è una arte marziale in continua espansione, nonostante le varie divisioni tra Corea del Nord e Corea del Sud e le varie frammentazioni degli stili americani in U.S.A.(Moo Duk Kwan, Kwa Soo Do ecc.) quest'arte è universalmente riconosciuta nel mondo, annoverando tra i suoi praticanti anche il noto attore Chuck Norris e sta via via scrollandosi di dosso la errata affermazione che vuole questa potente arte marziale solo come "il Karate coreano". Infatti, mentre il Taekwondo rappresenta in sostanza l'adattamento in stile olimpico-sportivo moderno del Taekkyon/Soo bak, il Tang Soo Do è invece più strettamente legato alla antica arte marziale coreana. Questo ha fatto sì che molte tecniche eliminate dal Taekwondo, poiché troppo pericolose da effettuare durante le gare sportive, siano invece sopravvissute nel Tang Soo Do.

### Capoeira
Si tratta di una sintesi di lotta, acrobazie, canti e musica mutuata dal periodo schiavista in piena colonizzazione portoghese: gli schiavi africani, destinati alle piantagioni, si allenavano nei combattimenti utilizzando tecniche di attacco e difesa, calci, prese, schive, dissimulando la lotta con elementi di danza, al fine di non insospettire i colonizzatori.

## Discipline lottatorie

### Lotta libera
La lotta libera è una sport da combattimento. Regolamentato dalle esperienze lottatorie europee (in particolare dal wrestling inglese) e medio-orientali (lotta turca e iraniana) ed ispiratosi alla tradizione della lotta olimpica dell'antica Grecia. Venne quasi immediatamente inserita nelle moderne competizioni olimpiche, riallacciandosi alla tradizione antica.
La lotta stile libero è praticata da atleti di sesso sia maschile sia femminile. Il combattimento, della durata di 3 round da 2 minuti l'uno, si svolge su un tappeto (chiamato materassina) delimitato da un cerchio rosso (detto zona) che limita l'area dove si svolge il combattimento. L'obiettivo del combattimento è di "schienare" l'avversario oppure aggiudicarsi due delle tre riprese. La schienata equivale alla vittoria di uno dei due contendenti per finalizzazione, ed i partecipanti per ottenerla tentano di eseguire diverse mosse (es. proiezioni, atterramenti, sbilanciamenti, controlli) alle quali vengono attribuiti dei punteggi che variano da 1 a 5 secondo la difficoltà. In assenza dello schienamento, la vittoria viene assegnata ai punti.

### Lotta greco-romana

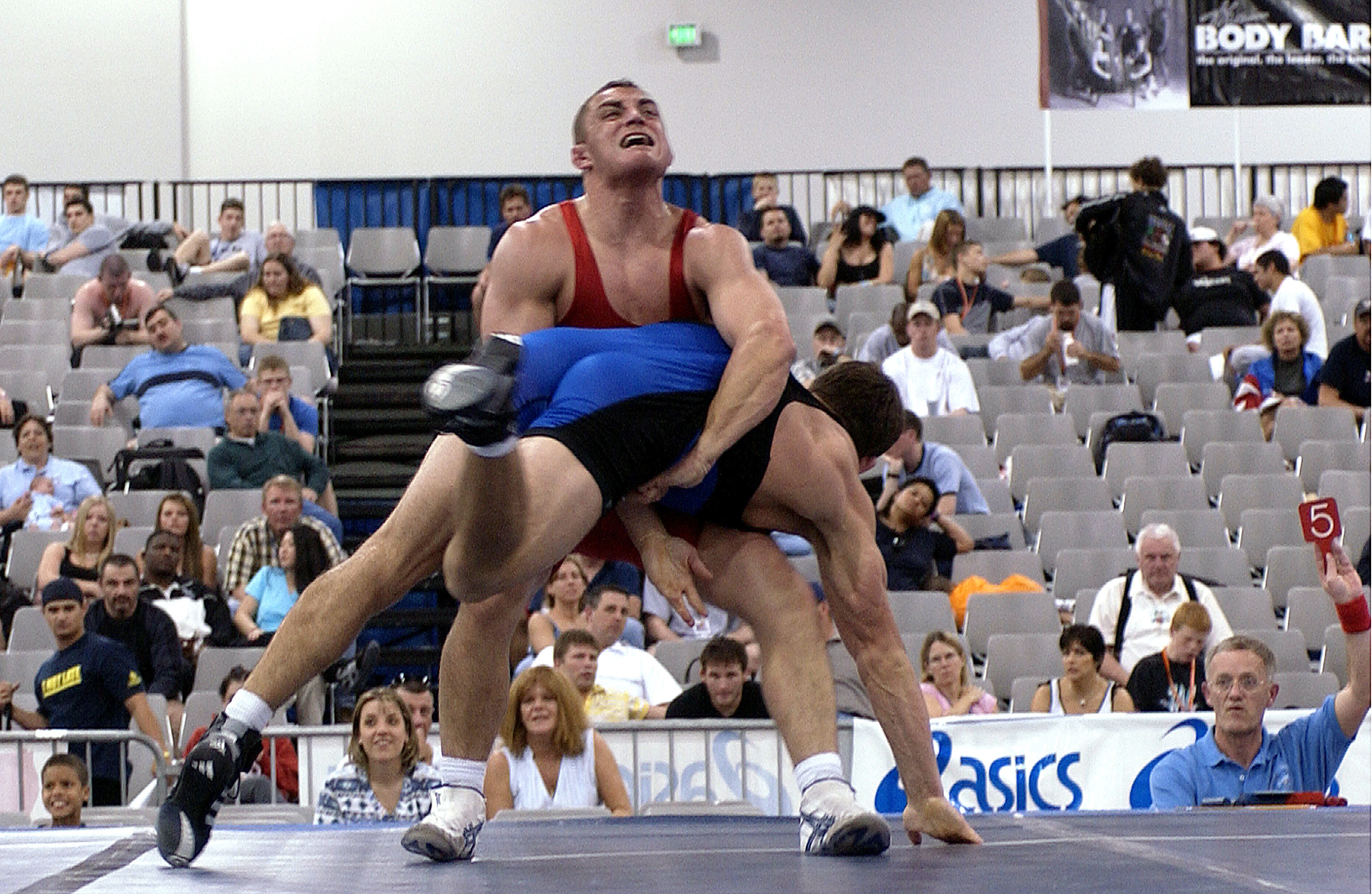
Due soldati statunitensi si affrontano nella lotta greco-romana

La lotta greco-romana è una sport da combattimento, analogo alla lotta libera; è differente da quest'ultima in quanto non si possono eseguire tecniche di atterramento o ribaltamento che prevedano azioni sulle gambe. L'obiettivo principale nella lotta greco-romana consiste nel riuscire a portare l'avversario al tappeto, facendogli successivamente poggiare entrambe le spalle (schienamento). In questo caso l'incontro viene interrotto e viene assegnata la vittoria. Se invece l'incontro si protrae per tutta la sua durata, che è di circa 5 o 6 minuti, vince chi ha conquistato più punti. Anch'essa gode dello status olimpico.

### Lotta greca
La lotta greca (in greco antico: πάλη?, pálē) fu il più popolare sport organizzato dell'antica Grecia. Veniva assegnato un punto quando un lottatore toccava terra con la schiena, l'anca, la spalla, o era costretto a lasciare la zona di lotta. Erano necessari tre punti per vincere la partita.
Una posizione particolarmente importante in questa forma di lotta era quella in cui uno dei concorrenti giaceva sul ventre con l'altro sulla sua schiena che cercava di strangolarlo. L'atleta che stava sotto doveva cercare di afferrare un braccio di quello che gli stava sopra e cercare di farlo girare sulla schiena mentre l'atleta che era sopra doveva cercare di completare il soffocamento senza essere schienato dall'avversario.

### Catch Wrestling
Il catch wrestling è uno stile di lotta popolare che si è sviluppato ed è divenuto popolare nel tardo XIX secolo.
Il catch wrestling deriva da un numero di differenti stili, lo stile inglese del Lancashire wrestling e Lancashire catch-as-catch-can wrestling,, l'irlandese collar-and-elbow, l'indiano pehlwani e il persiano varzesh-e pahlavani. 
L'allenamento di molti moderni grappler (submission wrestler), pro wrestler e combattenti di arti marziali miste è fondato sul catch wrestling.
La vittoria può essere ottenuta per sottomissione oppure per immobilizzazione. Quest'ultimo fattore è la grande differenza con discipline discendenti come il grappling, sia regolamentare che dal punto di vista stilistico (dato che rimuove gran parte del gioco di guardia e favorisce l'uso di agganci o di leve alle gambe).

### Submission Wrestling
Il Submission Wrestling è una disciplina lottatoria che prevede una fase di lotta in piedi analoga a quella della lotta libera ma che termina non con una schienata o un'immobilizzazione ma con la sottomissione di uno dei due contendenti tramite leve o strangolamenti. Se non avviene sottomissione, si vince ai punti. I contendenti indossano semplicemente magliette aderenti e pantaloncini (il paradenti è facoltativo). La disciplina è riconosciuta dalla Federazione Internazionale delle Lotte Associate (oggi United World Wrestling - UWW) come stile lottatorio ufficiale che sta operando per portarla alle Olimpiadi accanto alla lotta libera e alla lotta greco-romana.

### Lotta popolare
La lotta popolare o lotta tradizionale è ogni forma di lotta tradizionalmente praticata in una regione geografica o da un'etnia, codificata o meno come uno sport moderno.
Queste sono alcuni stili di lotta popolare provenienti da diverse parti del mondo:

### Backhold Wrestling
Di origini ignote, praticato nell'Inghilterra del nord e in Scozia nei secoli VII e VIII, ma si svolgono ancora al giorno d'oggi competizioni nei Giochi delle Highlands così come in Francia e in Italia.È una forma di lotta nel quale i lottatori posizionano il braccio sinistro sopra il braccio destro dell'avversario e ne afferrano la nuca. Proiezioni e sgambetti sono importanti dato che il primo lottatore che tocca suolo o molla la presa perde. Gli atleti spesso vestono con abiti detti "long johns", ma anche con dei singlet olimpici e canotte.

### Glíma
Sport nazionale in Islanda, le cui origini risalgono agli antichi vichinghi. È uno stile con regole simili allo Shuai jiao e al Bukh, e consiste di tre forme: 1) Hryggspennu-tök, o la presa al collo; 2) Brokar-tök o presa alla cintura che utilizza delle fibbie di cuoio attorno al torace da afferrare (rendendolo simile alla lotta svizzera); 3)Lausa-tök o presa libera. Viene spesso praticata all'aperto o in strutture con pavimento di legno, pertanto proiezioni dure sono spesso scoraggiate.

### Pehlwani
È uno stile indiano di arte marziale popolare dell'India, Pakistan e del Bangladesh. Fu sviluppato nell'era Mughal attraverso una sintesi del nativo malla-yuddha e del persiano Varzesh-e Pahlavani. Le gare di wrestling, conosciute come dangals, tenutesi nei villaggi, possono avere delle proprie variazioni di regolamento.Solitamente la vittoria viene rilasciata con un verdetto dalla giuria, per KO, o per interruzione per sottomissione.

### Naban
È un termine che sta ad indicare una delle tante arti marziali che si basano sull'uso delle prese in Birmania. Le tecniche comprendono chiavi alle articolazioni, colpi in punti di pressione e strangolamenti. Viene considerato valido, come bersaglio, qualsiasi parte del corpo dell'avversario.

### Khmer
È uno stile di lotta popolare che proviene dalla Cambogia. Anticamente fu praticato nel periodo Angkor ed è rappresentato nei bassorilievi di alcuni templi.Anche se oggi è uno stile praticato prevalentemente dagli uomini, il wrestling Khmer veniva praticato da entrambi i sessi e le lottatrici sono rappresentate nel tempio Banteay Srei. Nel wrestling Khmer, il ballo era importante come la lotta. Dopo il match, il lottatore balla e si muove a ritmo di musica. Gli incontri erano formati da tre round. La vittoria si ottiene quando l'avversario poggia la schiena per terra.Chi vinceva due incontri su tre veniva proclamato il vincitore del match. Dopo ogni round, al perdente veniva chiesto se era intenzionato a continuare.

### Shuai jiao
Lotta con giacca praticata in Cina originaria delle città di Pechino, Tientsin e Baoding in Hebei, che significa "proietta e sbilancia (nell'anca)". Conosciuto anche come Guan Jiao 摜跤 eLiao Jiao 撩跤, cioè "Sbilanciamento continuo (all'anca)" e "afferra e sbilancia (all'anca)". Durante la Dinastia Qing veniva chiamato anche Buku (布庫), che in lingua mancese significa "lotta" ed ha radici nella parola mongola Boke. Questo stile di lotta era praticato anche come arte marziale dalle guardie imperiali delle dinastie Liao, Jin, Yuan, Ming e Qing. Le tecniche del presente furono codificate dall'imperatore Kangxi nel 1670. I lottatori tradizionali indossano una giubba chiamata "Da Lian (搭褳)" e delle fasciature sopra il pantalone, che consentono di afferrare e sollevare. Inoltre, le tecniche Qinna come le leve al braccio erano consentite nello stile di Pechino, mentre colpi e parate erano consentite a Tianjin. Le regole hanno poi incluso quelle del Die Jiao dello Shanxi e della moderna Lotta olimpica.

### Tegumi
È un tipo di lotta tradizionale originario dell'isola di Okinawa. Conosciuto come tegumi a Naha e come mutō a Tomari e Shuri, la lotta popolare okinawense rimase un evento ricreativo popolare fino al periodo Taishō (1912-1925). Ci sono poche prove di come il tegumi si sia evoluto ma il risultato era una forma dura di lotta in cui il vincitore era stabilito per sottomissione (leve, strangolamenti) o immobilizzazione.

### lucha canaria
È un tipo di lotta originaria delle isole Canarie. La lotta presuppone la presenza di due atleti, i quali effettuano prese e movimenti spettacolari; è possibile appoggiare a terra solo il piede, in caso contrario vi è la sconfitta. Tale lotta è pratica anche in Venezuela e a Cuba, grazie alla diffusione ad opera degli emigranti Canari.

### Gouren
Gouren è una lotta con giacca praticata in Bretagna, simile alla lotta cornica data la parentela fra popolazioni gaeliche.Nell'odierna Francia, Gouren è supervisionato dalla Fédération de Gouren che ha un accordo con la Fédération Française de Lutte (Federazione francese di wrestling). I lottatori, costretti a combattere scalzi, indossano una speciale camicia bianca o gilet legato con una cintura e pantaloni neri, e cercano di gettarsi a terra aggrappandosi all'altro. Una vittoria viene dichiarata quando l'avversario è sulla schiena a terra, con il vincitore in piedi. La vittoria si ottiene solo quando entrambe le scapole dell'avversario colpiscono il terreno allo stesso tempo e prima di qualsiasi altra parte del corpo. Ogni incontro dura al massimo sette minuti. Il risultato perfetto è il Lamm. Termina immediatamente l'incontro.L'obiettivo è quello di gettare l'avversario per ottenere un ritorno con entrambe le spalle lame toccare il terreno allo stesso tempo, prima di qualsiasi altra parte del corpo e prima di qualsiasi parte dell'avversario.È il miglior risultato successivo, molto vicino al Lamm: una caduta su una spalla, per esempio. Si conta alla fine di un incontro. Vale 4 punti. È un vantaggio e viene preso in considerazione alla fine di un astenn (tempo supplementare: metà del tempo di un incontro). È una caduta della parte inferiore della schiena, o l'intera schiena e posteriore.

### Malla-yuddha
Malla-yuddha è la forma tradizionale di lotta originario di India. È strettamente imparentato con Sud-est asiatico stili di wrestling come Naban ed è uno dei due antenati di kushti. La lotta indiana è descritta nel XIII secolo. Malla-yuddha incorpora lotta, joint-breaking, punzonatura, mordere, soffocamento e colpi nei punti di pressione. Le partite erano tradizionalmente codificate in quattro tipi che progredivano da gare puramente sportive di forza a vere e proprie lotte a contatto pieno conosciute come yuddha. A causa dell'estrema violenza, questa forma finale generalmente non viene più praticata. La seconda forma, in cui i lottatori tentano di sollevarsi a vicenda da terra per tre secondi, esiste ancora in sud India. Inoltre, Malla-yuddha è diviso in quattro categorie (vedi sotto). Ogni yuddhan prende il nome da divinità indù e combattenti leggendari.

### Tegumi
Il Tegumi è un tipo di lotta tradizionale originario dell'isola di Okinawa Secondo Shōshin Nagamine, nei suoi "Racconti dei Grandi Maestri di Okinawa", non ci sono accurate documentazioni storiche riguardo alle origini della lotta ad Okinawa. Come molte altre discipline lottatorie, sembra che il tegumi si sia evoluto da primitive forme di auto-difesa, costantemente adattate e migliorate con il sopraggiungere di influenze esterne.
Probabilmente, come afferma anche lo stesso Shōshin Nagamine, il tegumi era la forma originale di combattimento ad Okinawa. Conosciuto come tegumi a Naha e come mutō a Tomari e Shuri, la lotta popolare okinawense rimase un evento ricreativo popolare fino al periodo Taishō (1912–1925). Ci sono poche prove di come il tegumi si sia evoluto ma il risultato era una forma dura di lotta in cui il vincitore era stabilito per sottomissione (leve, strangolamenti) o immobilizzazione. Al giorno d'oggi, il tegumi ha un ristretto numero di regole ed è praticato abbastanza largamente nell'isola.

### Lutte Traditionnelle
La Lutte Traditionnelle sta per lotta tradizionale, in riferimento a stili africani conosciuti come Laamb in Senegal, Boreh in Gambia, Evala a Togo, e francofonamente Lutte Traditionnelle in Niger e Burkina Faso. Competizioni internazionali hanno luogo durante i Giochi della Francofonia e nel da poco organizzato Championnat d'Afrique de lutte traditionnelle. Dal 1950, una serie di tradizioni dell'Africa occidentale sono stati assimilati in Lutte Traditionnelle come è diventato un grande spettatore sport e evento culturale. La variazione principale è diventata Laamb, o Wrestling senegalese, che permette pugni ('frappe'), l'unica delle tradizioni dell'Africa occidentale a farlo.Come una grande confederazione e campionato intorno Lutte Traditionnelle si sono sviluppati dal 1990, combattenti senegalesi ora praticare entrambe le forme, chiamato ufficialmente 'Lutte Traditionnelle sans frappe' (per la versione internazionale) e 'Lutte Traditionnelle avec frappe'. In Nigeria, e nelle zone di Hausa del Niger, Kokawa è stato regolarizzato secondo lo standard dell'Africa occidentale. Lì il componente che colpisce è stato scorporato in un evento di boxe separato chiamato Dambe.Entrambi sono eseguiti sullo stesso anello tradizionale, anche se Dambe è diventata la riserva di viaggi intimità dei combattenti. Due combattenti competono in un anello circolare, in eventi più formali legati da sacchi di sabbia. Ogni combattente tenta di espellere l'altro dal ring, anche se possono vincere battendo l'altro sui loro piedi o su tutti i quattro zampe.

### Coreeda
La Coreeda si riferisce alle danze tradizionali degli aborigeni e alle lotte tradizionali aborigene praticate all'interno di un cerchio di 4.5 m di diametro con brodi neri e rossi simili alla Bandiera aborigena. I lottatori indossano pantaloni che arrivano fino al ginocchio, una spessa cintura ed una giacca che può essere afferrata per facilitare le proiezioni. Si basa su giochi simili diffusi nell'Australia pre-coloniale ed è praticata di solito durante i NAIDOC nei sobborghi occidentali di Sydney. Stili australiani indigeni estinti che sono confluiti nella coreeda includono il turdererin, il partambelin, il goombooboodoo l'ami e il donaman/arungga.

### Ranggeln
È una variante della lotta tradizionalmente praticata dalle popolazioni di lingua tedesca delle Alpi Centrali. È diffuso particolarmente nell'Alto Adige, nel Tirolo, nella Carinzia, nel Salisburghese e in Baviera. Quest'arte marziale assomiglia molto allo Jūdō.

### Shwingen
È uno stile di lotta tipica della Svizzera. Si svolge su un'area di forma circolare, dal diametro compreso tra 7 e 14 metri, cosparsa di segatura. I combattenti portano, sopra i loro vestiti abituali, dei pantaloni corti di juta. Dell'avversario possono afferrare esclusivamente questi pantaloni. Vincono quando riescono a sbilanciare l'avversario e a farlo cadere con entrambe le spalle nella segatura (continuando ad afferrare, con una mano almeno, i pantaloni). L'incontro è arbitrato da tre persone, una delle quali si trova di volta in volta nell'area di combattimento assieme ai lottatori. Esse valutano l'incontro attribuendo dei punti (fino a un massimo di 10 per un "Plattwurf"). In caso di incontro pari, il lottatore più attivo riceve il numero più elevato di punti.

### Sa strumpa
È un tipo di lotta originaria della Sardegna, che grazie al riconoscimento del CONI è stata organizzata come sport. Si tratta di un tipo di lotta che si pratica partendo da una posizione definita che viene chiaramente indicata da un regolamento di gara: al via dell'arbitro, i lottatori si porranno in piedi uno di fronte all'altro. La presa avviene portando un braccio sotto l'ascella e l'altro sopra l'omero-spalla dell'avversario; la guancia destra sfiora quella opposta, una mano impugna l'altro polso o anche l'altra mano dietro la schiena dell'avversario in modo da stringerlo saldamente. Non è consentita altra forma di presa e non è permesso combattere lasciando la presa e aiutarsi appoggiando le mani libere sull'avversario. I lottatori si affrontano partendo in parità di condizioni: per vincere serviranno la forza, l'equilibrio e la destrezza. In realtà s'istrumpa significa squilibrare l'avversario facendo ricorso a qualsiasi tecnica di gamba, trazione, spinta frontale o laterale, sollevamento da terra, sgambetti, basta essere furbi e non perdere l'equilibrio. Più che la forza è la tecnica che deve fare la differenza, l'abilità, che in lingua sarda viene denominata “trassa” cioè l'astuzia concessa a chi sa dosarla bene senza farne la sua sola arma. La lotta si interrompe quando uno dei due lottatori cade al suolo evitando così l'incattivirsi dello scontro.

### Kurash
È una forma di wrestling originario dell'Uzbekistan e praticato sin da tempi antichi.  Esso è l'arte uzbeca del wrestling e partecipa ai Giochi Asiatici. I concorrenti indossano rispettivamente uno una giacca verde e l'altro una giacca blu e lo scopo è quello di gettare l'altro a terra. Se l'avversario viene proiettato all'indietro viene dichiarata la vittoria, mentre se l'avversario viene gettato su un lato vengono assegnati dei punti. L'azione viene fermata da un arbitro che fa ripartire i due avversari in posizione eretta. I due concorrenti non sono autorizzati ad afferrare i pantaloni dell'avversario ma tuttavia, sono liberi di rimanere attaccati al corpo del contendente.

### Lotta Cornish
Il Cornish wrestling, originario della Cornovaglia, è una forma di jacket wrestling. Non utilizza le basi. È legato alla lotta bretone Gouren.Dal tardo medioevo divenne molto popolare in tutta la Gran Bretagna e poi si diffuse in tutto il mondo nei secoli 18 e 19, e con tornei e partite regolari in USA, Australia, Messico, Nuova Zelanda e Sudafrica.

### Lotta Devon
Lotta Devon, o Devon wrestling, o Devonshire wrestling, era uno stile simile allo stile della Cornovaglia in cui venivano indossate le giacche. I lottatori del Devonshire, tuttavia, indossavano anche zoccoli pesanti ed erano in grado di calciare gli avversari. Nei match tra Cornish e Devon, i lottatori del Devonshire potevano indossare una sola scarpa. A differenza della lotta della Cornovaglia, lo stile è generalmente considerato estinto.

### Barróg
Barróg era una forma di backhold wrestling praticata principalmente nell'ovest e nel nord dell'Irlanda. Le prime rappresentazioni visive risalgono al IX secolo d.C., e le corrispondenze nello stile sono documentate fino ai primi decenni del XX secolo.

### Narodno rvanje
''Narodno rvanje (lett. lotta popolare ) è uno stile di lotta tradizionale in Serbia.
A Narodno rvanje è solito iniziare una partita con gli avversari che entrano sul ring e prendono una delle seguenti varie prese.
Gli avversari possono sganciarsi dalle stive e iniziare come al solito in altri stili come lotta greco-romana a seconda delle regole del torneo. L'obiettivo è quello di gettare e inchiodare il tuo avversario a terra. Tutti i tipi di tiri sono legali, e anche il decollo a doppia gamba può essere visto. E in alcuni festival i lottatori possono anche indossare abiti tradizionali dalla loro rispettiva area come sforzo per preservare la cultura.

### Bokh
Il Mongolian wrestling, Noto come Bökh, è il folk wrestling stile di mongoli in Mongolia, Mongolia interna e altre regioni in cui toccare il suolo con qualcosa di diverso da un piede perde la partita. Le Olimpiadi Alternative] di Ron Gluckman Bökh significa "fermezza, affidabilità, vitalità, lottatore", dalla radice mongola *'bekü "ferma, dura, solida; combattente, uomo forte".
Gengis Khan considerava il wrestling un modo importante per mantenere il suo esercito in buona forma fisica e pronto al combattimento. La corte di dinastia Qing (1646-1911) organizzava regolarmente eventi di wrestling, principalmente tra i Manciù etnici e mongoli lottatori. 
Ci sono diverse versioni, Mongolo, Buriaziano (nella Buriazia della Russia), Oirat e Mongolia Interna.

### Alysh
Alysh è uno stile di lotta eretto. I concorrenti indossano pantaloni, giacche e cinture, e devono tenere per le cinture dei loro avversari in ogni momento. Il loro obiettivo è quello di gettare i loro avversari sul tappeto. Ai tiri vengono assegnati punteggi tra 1 e 6, in base a quale parte dell'avversario si ferma sul tappeto. Il primo giocatore a vincere 6 punti vince la partita. Dal 2008, Alysh è riconosciuto dalla Fédération Internationale des Luttes Associées, l'organo di governo mondiale per il wrestling.

### Koshti
Iranian wrestling o Koshti è una forma di submission wrestling praticata fin dai tempi antichi in Iran. Una forma oggi è koshti Pahlavani praticata in zurkhaneh. L'Iran ha vinto 47 medaglie olimpiche per il wrestling.

### Gatta gusthi
Gatta gusthi è una forma di sottomissione praticata in Kerala, India. È gareggiato all'interno di un ring sul terreno, noto come godha, di solito ambientato su una spiaggia, e i lottatori sono chiamati phayalvans. Lo sport comprende circa 100 tecniche. Gatta gusthi era popolare nello stato fino all'arrivo di freestyle wrestling e karate alla fine del 1960. Il

### Inbuan
Inbuan è una forma di wrestling nativo del popolo di Mizoram in India. Inbuan si dice abbia avuto origine nel villaggio di Dungtlang nel 1750. È stato riconosciuto come uno sport dopo il popolo Mizo migrato da Birmania alle colline di Lushai.

### Kene
Kene o Naga wrestling è uno stile folk wrestling e tradizionale sport dei Naga. È strettamente correlato al Ssireum, il tradizionale sport nazionale di Corea. L'obiettivo dello sport è quello di portare qualsiasi parte del corpo dell'avversario sopra il ginocchio a terra. Ogni lottatore indossa un panno colorato legato intorno alla vita. Tenendo la cintura dell'avversario con entrambe le mani, il lottatore deve tentare di rovesciare l'altro a terra.

### Malakhro
Malakhro è un'antica forma di wrestling in Pakistan e Nod-ovest dell'India, che risale a 5000 anni fa. Il match inizia con entrambi i lottatori che legano un panno attorcigliato intorno alla vita dell'avversario. Ognuno poi si aggrappa al girovita dell'avversario e cerca di gettarlo a terra. Malakhra è uno degli sport preferiti tra i maschi in Sindh, Pakistan. Le partite di Malakhara si svolgono generalmente nei giorni festivi e il venerdì e sono una caratteristica di tutte le fiere e festival. I signori feudali ricchi e le persone influenti mantengono Malhoo famoso (lottatori) e organizzano partite per loro. Nella regione pakistana del Sindh, è lo sport provinciale.

### Mukna
Mukna è una forma di lotta popolare dal nord-est dell'India stato di Manipur. È popolare in Imphal, Thoubal e Bishnupur. Il gioco è generalmente giocato l'ultimo giorno del festival Lai Haraoba ed è una parte intrinseca delle funzioni cerimoniali.

### Boli Khela
Boli Khela o Bali Khela è una forma tradizionale di wrestling in Bangladesh, particolarmente popolare nell'area Chittagong considerata come un gioco nazionale del distretto. Si tratta di una forma di sport di combattimento che coinvolge tecniche di grappling, come lotta di clinch, takedown, serrature congiunte, perni e altri prese di grappling. È una delle più antiche tradizioni del Chittagong. L'evento sportivo, che si tiene nel primo mese della data bengalese anno del 7 º, si svolge sempre a Madarsha Union come Mokkaro Boli Khela e stessa data mese del 12 º, si svolge sempre a Laldighi Maidan come Jabbarer Boli Khela.

### Ssirûm
La lotta coreana o Ssirûm è uno sport da combattimento coreano, che ha origini antiche, praticata in occasione di festeggiamenti tipici locali, e si svolgeva fra i giovani più robusti dei villaggi, l'ultimo a restare in piedi era proclamato vincitore e coronato col titolo di changsa, uomo forte, ed era premiato con un bue. È un combattimento fra due lottatori all'interno di una buca di sabbia. I due atleti si prendono per il satpa, il pezzo di stoffa che cinge vita e cosce, e con l'uso della forza di braccia, gambe e dorso cercano di rovesciare l'avversario fino a farlo cadere. Tecnica chiamata "capovolgimento" dove l'atleta non usa la propria forza, ma quella dell'avversario contro di lui. Gli incontri possono sembrare lenti ad una visione superficiale, in realtà sono molto dinamici e attraggono un grande numero di spettatori, grazie alla sorprendente rapidità con cui viene capovolto l'avversario ed ottenuta così la vittoria.

### Buno
Buno; gettare in Tagalog, è un sistema di wrestling filippino come il Dumog. Harimaw Buno, ex Harimaw Lumad (Re della Tiger Wrestling), è uno stile di Buno utilizzato dal Mangyans di Mindoro e il Aetas di Infanta, Quezon. Buno di solito utilizza tiri in piedi, serrature di controllo, manipolazione congiunta, scioperi, take-down e tecniche di lotta a terra.

### Dumog
Dumog è lo stile filippino di wrestling in piedi e si riferisce all'aspetto rampicante di arti marziali filippine. La parola dumog è più comunemente usata in Mindanao e nel Visayas, mentre la parola Buno è usata in Luzon, in particolare nelle province Tagalog meridionale-parlando fino a sud come Mindoro. Le tecniche comprendono una varietà di spinte, tiri, spostamenti di peso e serrature articolari progettate per muovere l'avversario, spesso sfruttando il loro peso e la direzione della forza per sbilanciarli. Dumog si basa sul concetto di "punti di controllo" o "punti di soffocamento" sul corpo umano, che vengono manipolati - per esempio: afferrando, spingendo, tirando - al fine di rompere l'equilibrio dell'avversario e tenerlo fuori equilibrio. Questo crea anche opportunità per chiudere quarto colpire con testate, ginocchia, avambracci e gomiti.Dumog contiene anche metodi di blocco delle giunture e soffocamento, così come prese, lanci e prese di sottomissione. Le tecniche dumog possono essere aiutate dall'ambiente intorno a te, un muro, un lampost o un veicolo per esempio, che aiuta a immobilizzare l'avversario, o ferirlo ulteriormente dalla collisione con l'oggetto. Allo stesso modo, le tecniche Dumog possono essere usate per manipolare un avversario da usare come scudo per proteggersi durante uno scenario di attacco multiplo, o per spostare rapidamente una persona indesiderata da un'area, proprio come la sicurezza o le forze dell'ordine come-along tecniche di tipo. La conformità al dolore è un aspetto importante di qualsiasi arte di presa. Quindi, le tecniche Dumog possono essere completate da attacchi di punti nervosi, così come Kino-Mutai che è il termine generalmente usato per includere metodi come: pizzicare, mordere, scriccatura, strappare/ strappare.
Dumog è insegnato nella maggior parte degli stili di arti marziali filippine come una piccola aggiunta al loro vasto programma. Tuttavia, ci sono una piccola manciata di sistemi basati su FMA come Harimaw Buno, Apolaki Krav Maga & Dirty Boxing e Garimot Buno la cui formazione si concentra sulla formazione l'arte del dumog in modo molto più dettagliato.

### Huka Huka
Huka-Huka è uno stile brasiliano folk wrestling degli indigeni del Xingu, nello stato di Mato Grosso. Viene eseguito come una lotta rituale durante la cerimonia di Kuarup.

### Jujutsu
Il Jujutsu è un'arte marziale giapponese, praticata in antichità dai guerrieri del paese.
Nata come arte marziale ibrida, il Jujutsu con il tempo è diventato più affino alla lotta, e da esso derivano molti stili moderni.

### Brazilian Jiu Jitsu
Il Brazilian Jiu Jitsu o BJJ è una competizione analoga al judo ma con un regolamento differente che prevede la vittoria per sottomissione o ai punti, non per schienata o immobilizzazione. Per questo un incontro di jiujitsu brasiliano si svolge gran parte del tempo al suolo a differenza del cugino judo. Si indossa un keikogi simile a quello del judo, ma più leggero nella parte superiore e più robusto in quella inferiore, proprio perché si passa più tempo facendo lotta a terra.
La disciplina si è diffusa in tutto il mondo dopo aver ottenuto successo negli incontri di arti marziali miste.

### 10th Planet Jiu Jitsu
Il 10th Planet Jiu-Jitsu è uno stile di Brazilian Jiu-Jitsu fondato dalla cintura nera Edgar Bravo, detto Eddie.
Dopo che ebbe ricevuto la sua cintura nera nel 2003 sotto Jean Jacques Machado, Bravo aprì la sua prima scuola di 10th Planet a Los Angeles.
Il sistema la scuola di Bravo rimuove l'utilizzo del Gi, portando gli studenti a focalizzarsi solo sull'usare le sottomissioni per vincere piuttosto che sul guadagnarsi punti.

### Guerrilla Jiu-Jitsu
Il Guerrilla Jiu-Jitsu è uno stile ibrido di Brazilian Jiu-Jitsu fondato dal Judoka Dave Camarillo nel 2006.
Il sistema di Camarillo è un misto di tecniche di grappling prese dal Judo, dal Brazilian Jiu-Jitsu e dalla lotta. È uno stile considerato molto aggressivo, che si focalizza sulle sottomissioni quanto sulle posizioni.

### Judo

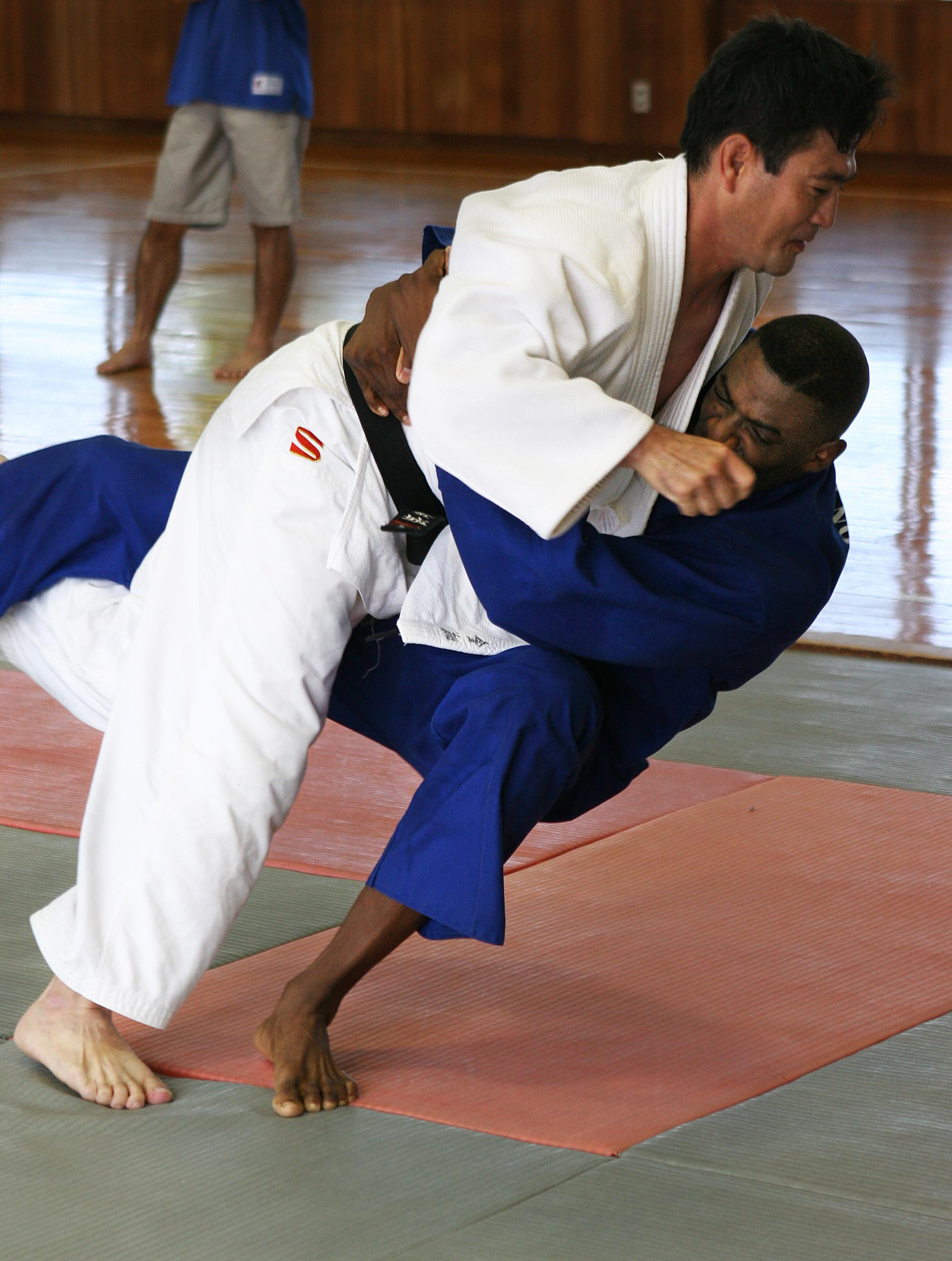
Due lottatori di Judo in azione

Il judo nasce come arte marziale e pratica educativa-formativa alla fine del XIX secolo in Giappone dalla sistematizzazione delle precedenti scuole di ju jitsu; i praticanti di tale disciplina vengono denominati judoka (柔道家?, jūdōka) o judoisti. La disciplina ha sempre avuto una forma di confronto agonistico che ha dato luogo nel tempo ad un vero e proprio ambito sportivo che è stato riconosciuto dal comitato olimpico negli anni '60.
L'obiettivo di un incontro di judo è proiettare l'avversario a terra sulla sua schiena o di immobilizzarlo a terra, preferibilmente sulla schiena o forzarlo ad arrendersi per un soffocamento, uno strangolamento o una leva articolare al braccio (sono vietate alle spalle, alla nuca o alle gambe). Ognuno di questi requisiti permette la realizzazione del punto atto a vincere immediatamente l'incontro chiamato ippon; l’altro punteggio è il  Waza-ari.

### Sambo
Il sambo, acronimo di Samozaščita Bez Oružija ovvero "difesa personale senz'armi", è un sistema da combattimento di origine russa sviluppato a partire dagli anni venti come metodo di lotta destinato all'addestramento dei soldati dell'Armata Rossa. Da esso si sono emanate varie forme di specialità sportiva. Le tecniche del sambo si suddividono fondamentalmente in tre tipi di attacco: alla parte superiore del corpo, alla parte inferiore del corpo, lotta al suolo. Nella competizione sportiva per ciò che riguarda la lotta a terra sono proibite le tecniche di lussazione degli arti e gli strangolamenti, a differenza di quanto avviene nel judo. Ciò è dovuto al fatto che le prese possono includere tecniche di lotta libera e lotta greco-romana, la cui stretta potrebbe essere altamente lesiva. In certi formati i due contendenti sono autorizzati a usare pugni e calci, assieme a colpi di ginocchio e gomito, oltre alle normali prese di strangolamento e sottomissione.

### Sumo
Il sumo è una forma di lotta corpo a corpo, nella quale due lottatori si affrontano con lo scopo di atterrare o estromettere l'avversario dalla zona di combattimento detta dohyo. Il sumo è lo sport nazionale del Giappone. Per tradizione, prima di ogni incontro, i rikishi raccolgono da un apposito contenitore una manciata di sale e la lanciano sul dohyo. Tale gesto è propiziatorio e ben augurante finalizzato a proteggere i rikishi da sfortunati scontri, ferite, infortuni e cadute.

### Qinna
Qinna (擒拿 afferrare e tenere) è un'arte marziale cinese che indica l'insieme di tecniche di presa e di controllo delle articolazioni, di colpi e di lussazioni. Lungo il corso dei secoli si sono sommate numerosissime tecniche: le leve articolari (拿骨 Nagu), le prese alla gola, le prese ai muscoli ed ai tendini (拿筋 Najin) e la pressione dei punti vitali (拿穴 Naxue) o Dianxue (点穴).

## Discipline ibride

### Arti marziali miste
Le arti marziali miste, conosciute anche come Mixed martial arts o MMA, sono uno degli sport da combattimento più completi come numero di tecniche che esiste attualmente. Questo sport comprende una grande gamma di tecniche come pugni, calci, ginocchiate, gomitate, proiezioni, lotta a terra, leve articolari, strangolamenti. Le arti marziali miste possono essere praticate come sport di contatto regolamentato o in tornei con regole minime nei quali gli atleti vincono essenzialmente mandando l'avversario KO o sottomettendolo. Si tratta nello spirito dell'ultima erede dell'antico pancrazio. Lo sport si è sviluppato con tale nome solamente a partire dalla metà degli anni novanta ed in precedenza era noto anche con i nomi Free fight o No holds barred.

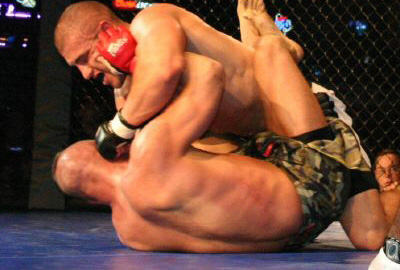
Un incontro di arti marziali miste

### Sanshou
La Sanda o Sanshou è conosciuta anche come Boxe Cinese. Si combatte in calzoncini corti e con alcune protezioni (a seconda delle federazioni organizzatrici) corporali: le minime consistono nei classici guantoni, fino a paradenti, corpetto, paratibie, conchiglia e caschetto (nella versione "leggera" è opzionale anche l'uso della rete protettiva). Il combattimento si svolge all'interno di un quadrato di circa 10m x 10m, solitamente rialzato dal suolo, a circa 50 cm, senza corde perimetrali. L'abito usuale sono i calzoncini corti e una maglietta. Le tecniche che si possono usare sono pugni, calci, proiezioni e tecniche di sacrificio. Le riprese durano solitamente 3 minuti.

### Jujutsu
Il jujutsu (柔術?, jūjutsu), in Occidente chiamato jujitsu, è un'arte marziale giapponese il cui nome deriva da jū (o "jiu" secondo una traslitterazione più antica, che significa flessibile, adattabile) e jutsu (arte, tecnica, pratica).Talvolta chiamato anche taijutsu (arti del corpo) oppure yawara (kun'yomi di jū), il jujutsu era praticato dai bushi (guerrieri) che se ne servivano per giungere all'annientamento fisico dei propri avversari, provocandone anche la morte, a mani nude o con armi.Il jujutsu è un'arte di difesa personale che basa i suoi principi sulle radici del detto originale giapponese Hey yo shin kore do, ovvero "Il morbido vince il duro". In molte arti marziali, oltre all'equilibrio del corpo, conta molto anche la forza di cui si dispone: nel jujutsu la forza della quale si necessita proviene anche dal proprio avversario. Il principio di base, quindi, sta nell'applicare una determinata tecnica proprio nell'ultimo istante dell'attacco subìto in modo che l'avversario trovi davanti a sé il vuoto.

### Pancrazio
Il pancrazio è uno sport di origine greca, un misto di lotta e pugilato. Il termine significa "intera forza (del corpo)". Lo scopo era vincere l'avversario utilizzando tutte le proprie forze, a mani nude, ed i contendenti avevano la possibilità di usare tutte le tecniche possibili: sgambetti, proiezioni, leve articolari, pugni, calci, ginocchiate, gomitate, unghiate, tecniche di rottura delle dita, possibilità di strozzare l'avversario. Il pancrazio è diventata una delle più complete discipline da combattimento, poiché comprende tecniche diverse tra loro, ed allena quindi ad un uso generale del proprio corpo. Al giorno d'oggi la Federazione Internazionale delle Lotte Associate ha riconosciuto una forma di competizione chiamata pancrazio amatoriale dal regolamento simile a quello delle arti marziali miste dilettantistiche.

### Kudo
Il Daido Juku, conosciuto anche come Kudo, è un'arte marziale ibrida fondata nel 1981 da Azuma Takashi. 
Il kudo è uno dei primi esempi di arte marziale mista codificata, infatti combina diverse arti marziali per ottenere come risultato un combattimento realistico.
Essa può essere considerata una sorta di "MMA giapponese".

### Shootfighting
Con i termini Shootfighting si intende uno sport da combattimento simile alle arti marziali miste, quindi combinante sia percussioni che lotta, rispetto ad esse però non è ammesso colpire l'avversario a terra ed è proibito colpire mentre si è al suolo. In questa situazione si potranno usare solo tecniche lottatorie. Si considerano al suolo atleti che poggiano anche solo con la mano o con il ginocchio sul tappeto.
Solo le classi avanzate inoltre utilizzano guantini a mano aperta, mentre per le categorie inferiori si utilizzano i normali guantoni pugilistici.
Per questo motivo la disciplina assomiglia ad un iniziale incontro di Muay thai, Kickboxing o anche Sanda visto che si può proiettare l'avversario e tentare di immobilizzarlo per 5 secondi oppure di sottometterlo, passando così ad una fase di Grappling.

### Shoot boxing
Lo Shoot boxing, Shoot boxe o Standing Valetudo è uno sport da combattimento prevalentemente di striking e quindi simile al Kickboxing ma che integra anche tecniche di proiezione a terra del Sanda e di sottomissione in posizione eretta; può essere paragonato alle MMA ma privo della parte di combattimento a terra.

### Vale Tudo
Il vale tudo (o valetudo) è uno sport da combattimento a mani nude e a contatto pieno, diffusosi in Brasile nella prima metà del XX secolo. Da esso è disceso l'odierno sport delle arti marziali miste. Esso riprende il concetto di lotta totale del pancrazio e ne è la disciplina odierna più vicina per libertà di combattimento e spirito. 
Avendo un regolamento decisamente permissivo (il nome "vale tudo", in portoghese, significa appunto "vale tutto"), questo formato consente il confronto di atleti che adottano tecniche di combattimento derivanti dalle più diverse discipline marziali: sono consentite infatti sia tecniche di lotta corpo a corpo (comprendenti tutti i tipi chiavi articolari e di strangolamenti) sia tecniche di colpo (effettuate con qualsiasi parte del corpo verso qualsiasi parte del corpo dell'avversario, con l'eccezione degli occhi e a volte dell'inguine) e le uniche azioni proibite erano, per comune accordo dei partecipanti, morsi o graffi.

### Luta livre
La luta livre è una disciplina brasiliana (da non confondere con la lotta libera che viene invece chiamata luta estilo livre), creata nella prima metà del XX secolo a Rio de Janeiro, specializzata nella lotta al suolo senza keikogi e nel combattimento libero. Il termine luta livre è stato impiegato anche in riferimento al free fight. Si divide in Luta Livre Esportiva (o Submission) che è uno stile focalizzato esclusivamente sulle prese, concentrandosi in particolar modo nella lotta a terra con sottomissioni (uguale alla disciplina del Grappling della United World Wrestling), e in Luta Livre Vale Tudo che rappresenta un'estensione della specialità esportiva e diventa a tutti gli effetti una forma di combattimento libero e completo, a cui vengono aggiunte le percussioni, come pugni, calci, gomitate e ginocchiate (uguale alle Mixed Martial Arts).

### Gaidojutsu
Il Gaidojutsu è un'arte marziale fondata dall'allenatore professionista di arti marziali miste statunitense Greg Jackson. Il Gaidojutsu combina in sé tecniche rudimentali della lotta e della Kickboxing con alcune prese del Judo; nell'evoluzione di questa arte Jackson ha aggiunto a questa base elementi del grappling e del Jiu jitsu brasiliano.

### Kajukenbo
Il Kajukenbo o Kajukembo è un'arte marziale ibrida, orientata prevalentemente alla difesa personale. Nasce in epoca recente, dalla fusione di cinque stili tra loro differenti. Stile codificato dopo la seconda guerra mondiale in Oahu nelle isole Hawaii, quale metodo di autodifesa contro i criminali ed i soldati della marina americana che avevano preso di mira i locali. Il più importante dei cinque creatori è Adriano Emperado, che dopo alcuni anni è stato invitato negli Stati Uniti, dove lo stile si è largamente diffuso. È un sistema in rapida evoluzione, in grado di appropriarsi di qualunque tecnica utile. Gli stili che lo compongono danno anche l'origine alla sua definizione: Ka-karate, "ju"-Judo e Jujutsu, "ken"-Kenpo, "bo"-Pugilato

### Hand-to-hand
Sport da combattimento di origine russa diffuso in tutto il mondo che consiste nell'utilizzo di un kimono, para tibie a calza, caschetto e di guantini da 10 o 12 once a mano aperta. L'hand to hand (lotta corpo a corpo in italiano) consiste in uno sport da combattimento con pugni, calci, proiezioni, leve e strangolamenti. Si svolge sul tatami con un tempo variabile. Tipicamente nei tornei si svolgono uno o più round da 5 minuti. La vittoria può essere raggiunta per k.o, differenza di punti, strangolamento, soffocamento e abbandono.

### ARB
L'ARB (in russo Армейский рукопашный бой?, Armejskij rukopašnyj boj, lett. "combattimento a mani nude per l'esercito") è un'arte marziale di origine russa nata nel 1979 dalla commistione di vari elementi e tecniche di altre arti marziali e concepita come tecnica individuale di combattimento corpo a corpo per l'esercito sovietico.

### Kenpō
Il kenpō (拳法? pron. [ke̞mpo̞ː]), noto in occidente anche con la traslitterazione kempō, è un'arte marziale giapponese di origine cinese.
Kenpō è un vocabolo sino-giapponese (analogo al cinese quanfa) che significa "pugilato" tradizionale, in senso generico. Il termine è stato adottato in Giappone in epoca moderna e indica un gruppo di metodi ispirati agli stili cinesi sviluppatisi soprattutto a partire dall'era Ming.

### Krav Maga
Il Krav Maga è un'arte marziale di origine israeliana sviluppata originariamente per contrastare le aggressioni antisemite negli anni '60 e poi successivamente adottato dalle forze di difesa israeliane e le forze di sicurezza israeliane. Il krav maga deriva da una combinazione di tecniche provenienti da boxe, wrestling, aikido, judo, karate, kung-fu e combattimento da strada. Il Krav Maga ha una filosofia che enfatizza l'aggressività e le simultanee manovre difensive e offensive. Il Krav Maga è stato utilizzato dalle unità delle forze speciali delle forze di difesa israeliane, dalle forze di sicurezza e dalle unità di fanteria regolari. Variazioni strettamente correlate sono state sviluppate e adottate dalle forze dell'ordine israeliane e dalle organizzazioni di intelligence. Esistono diverse organizzazioni che insegnano varianti del Krav Maga a livello internazionale.